# Effectifs du championnat d'Europe masculin de basket-ball 2022
 (août 2022).
Cet article liste les effectifs des équipes participant au Championnat d'Europe de basket-ball 2022.

## Groupe A

### Belgique
L'équipe a été annoncée le 31 août :

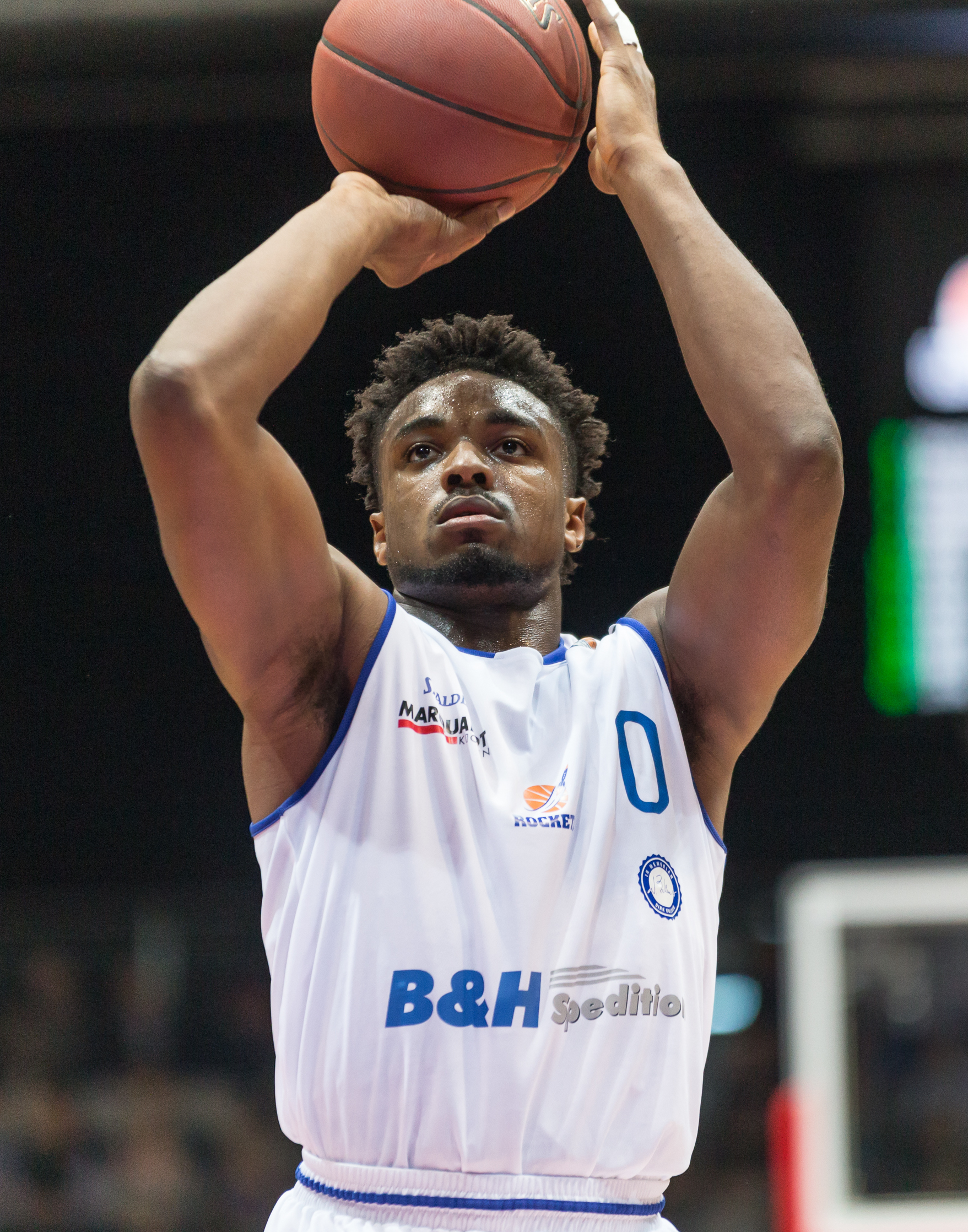
Retin Obasohan

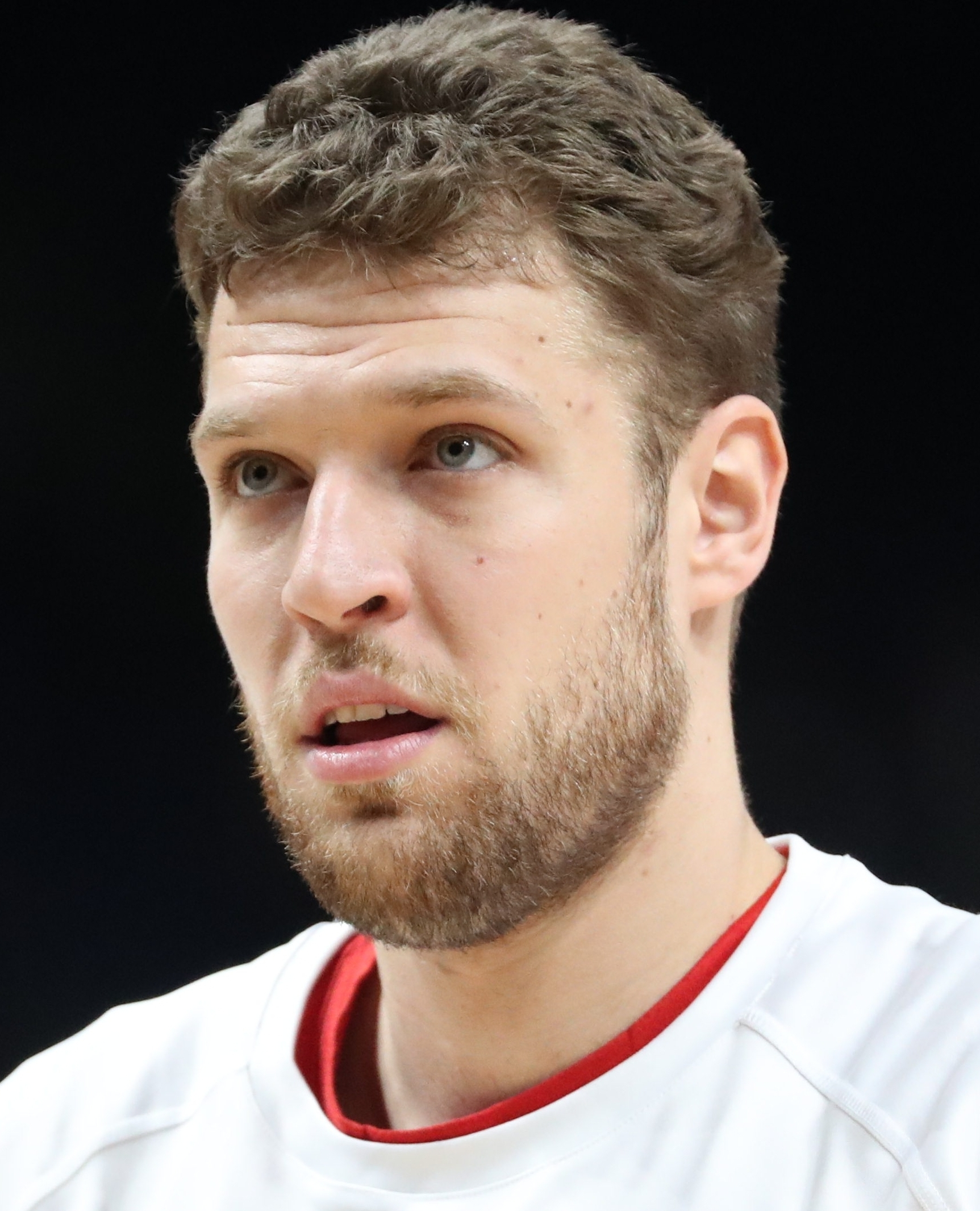
Aleksandar Vezenkov

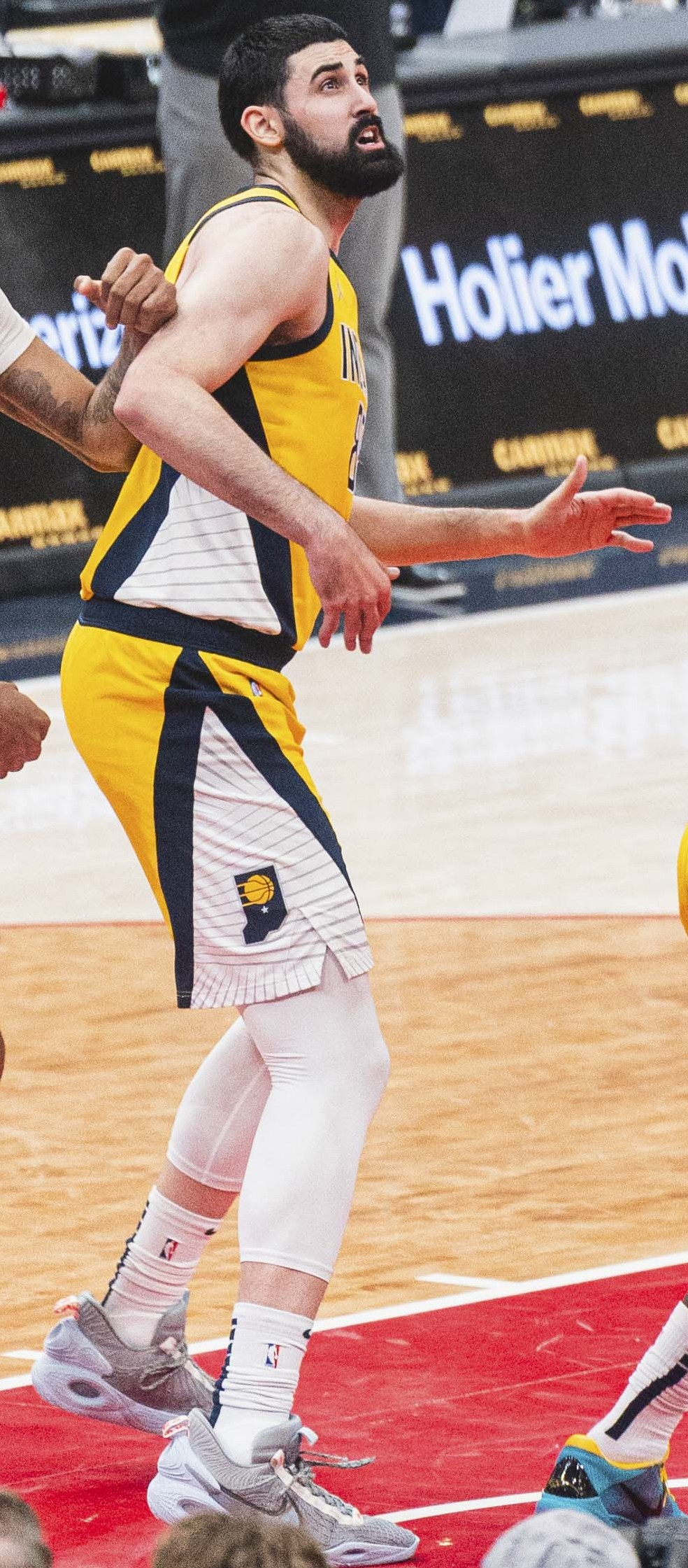
Goga Bitadze

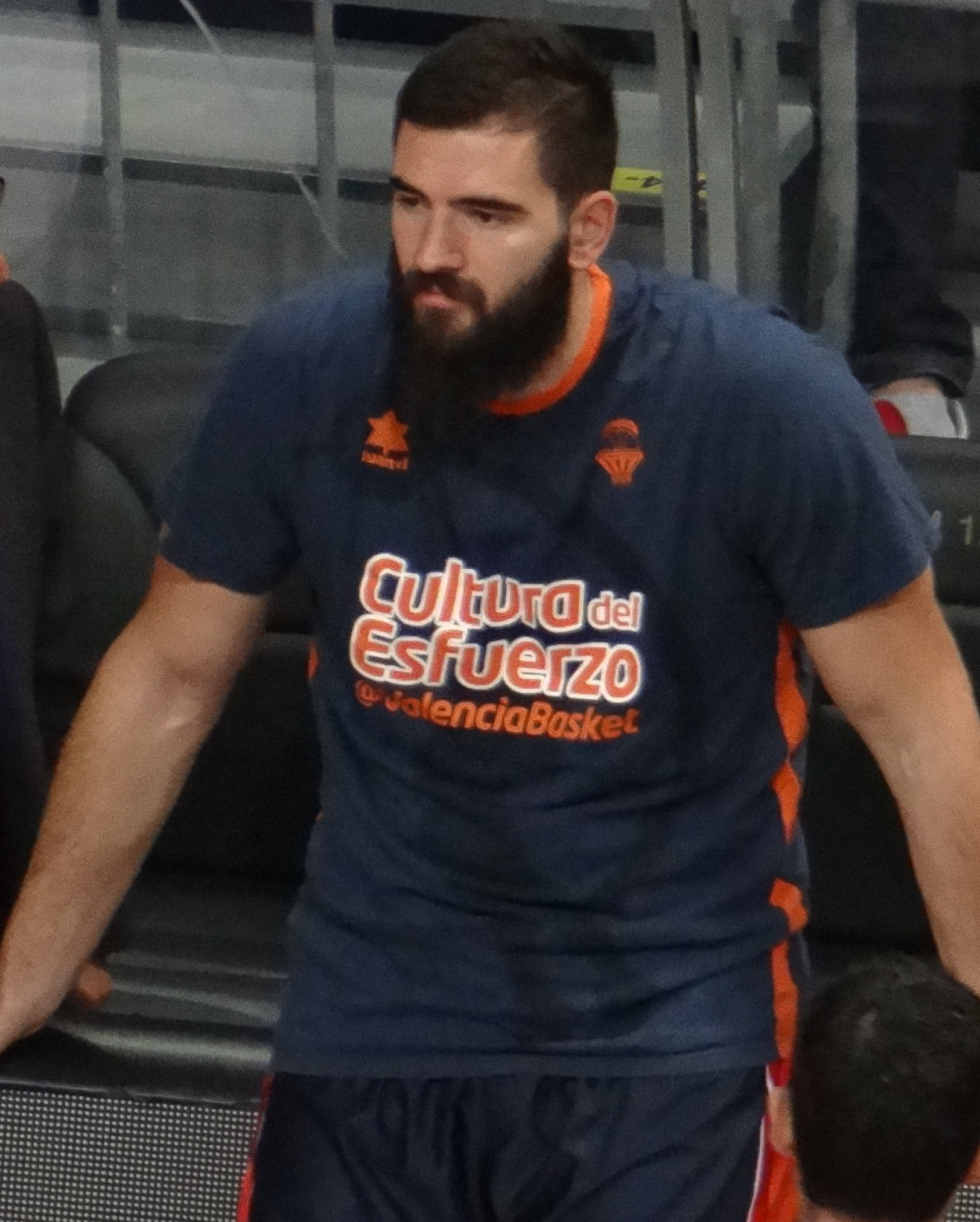
Bojan Dubljević

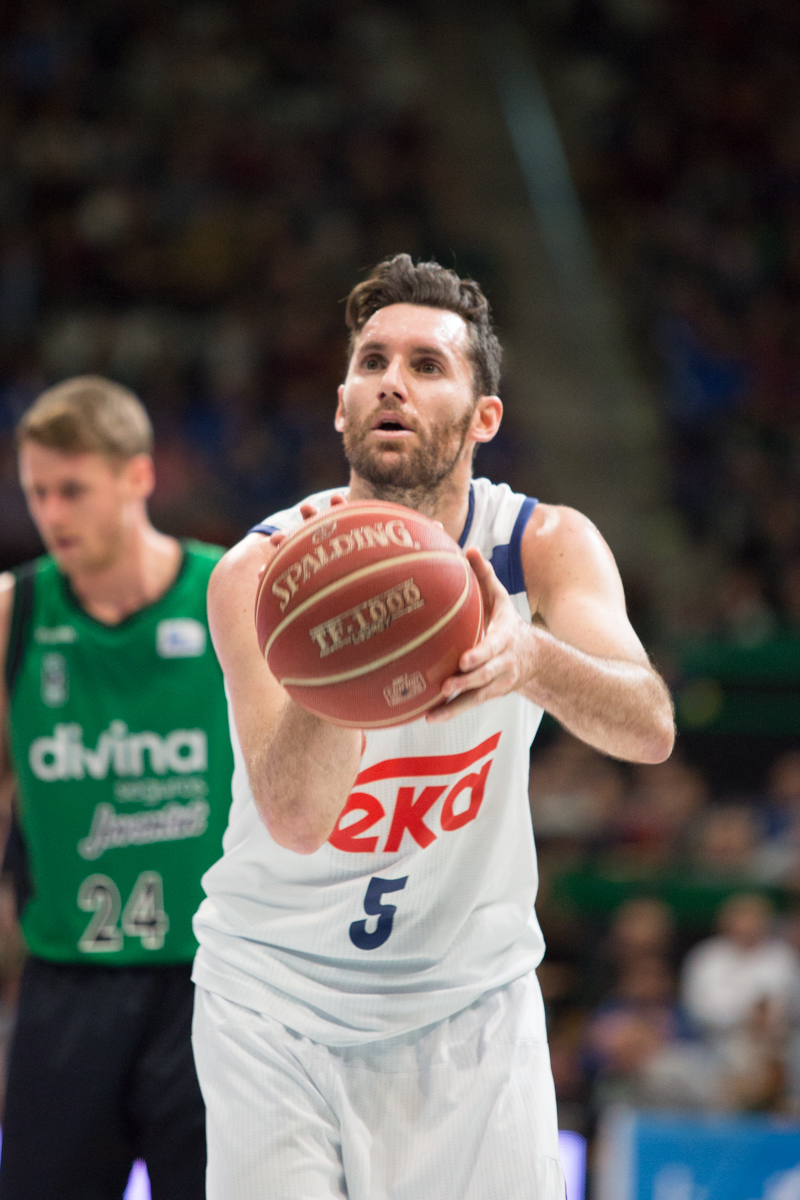
Rudy Fernández

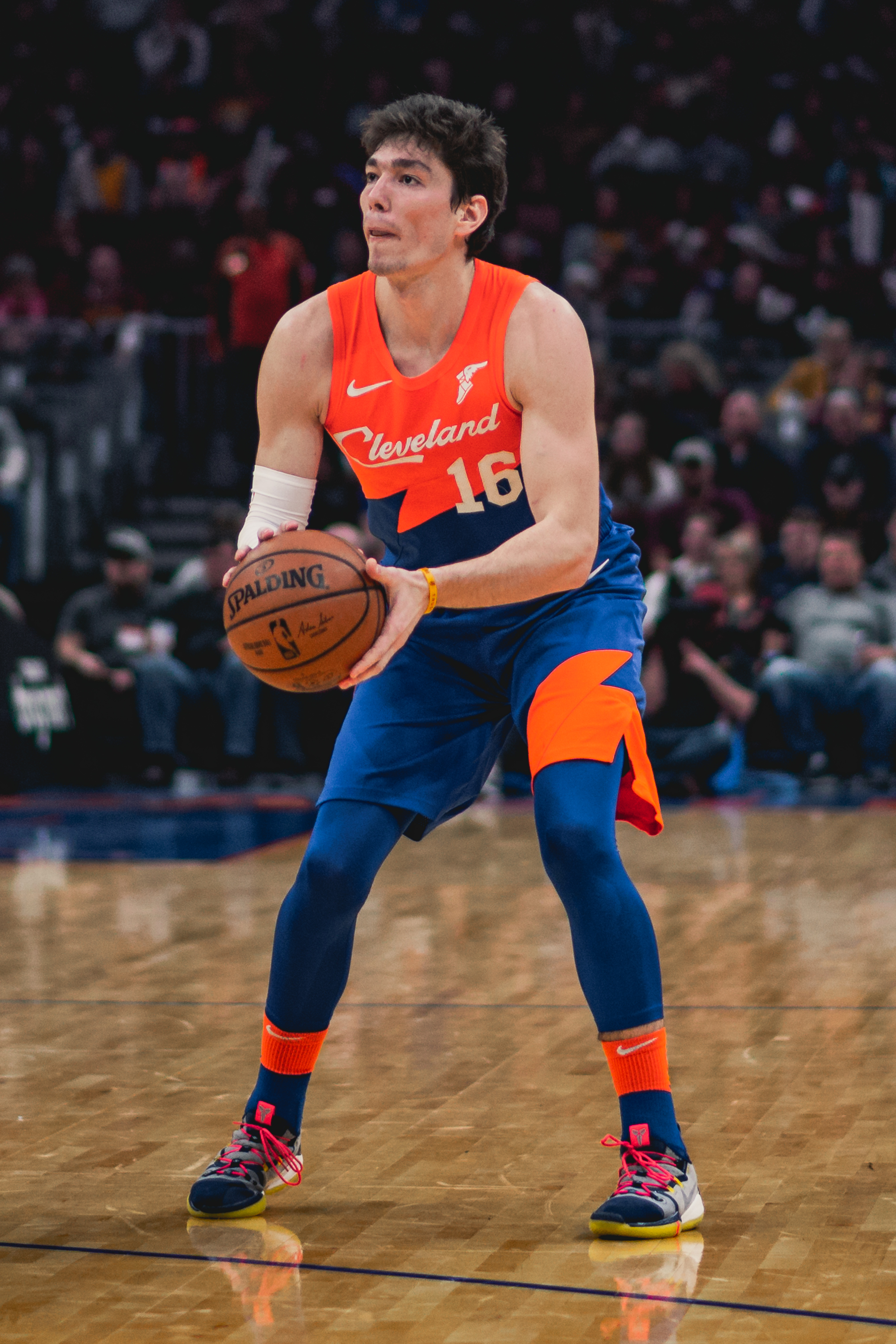
Cedi Osman

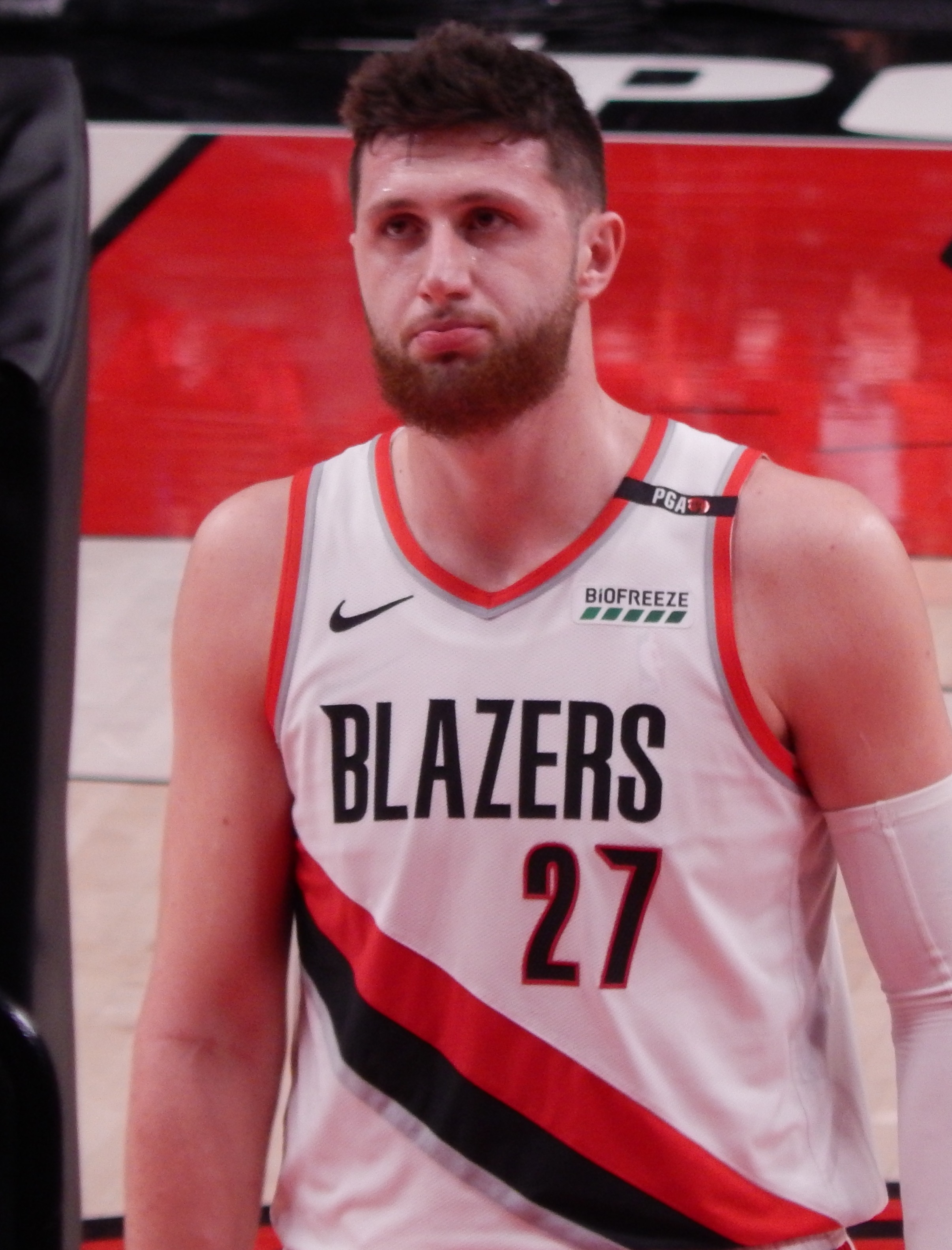
Jusuf Nurkić

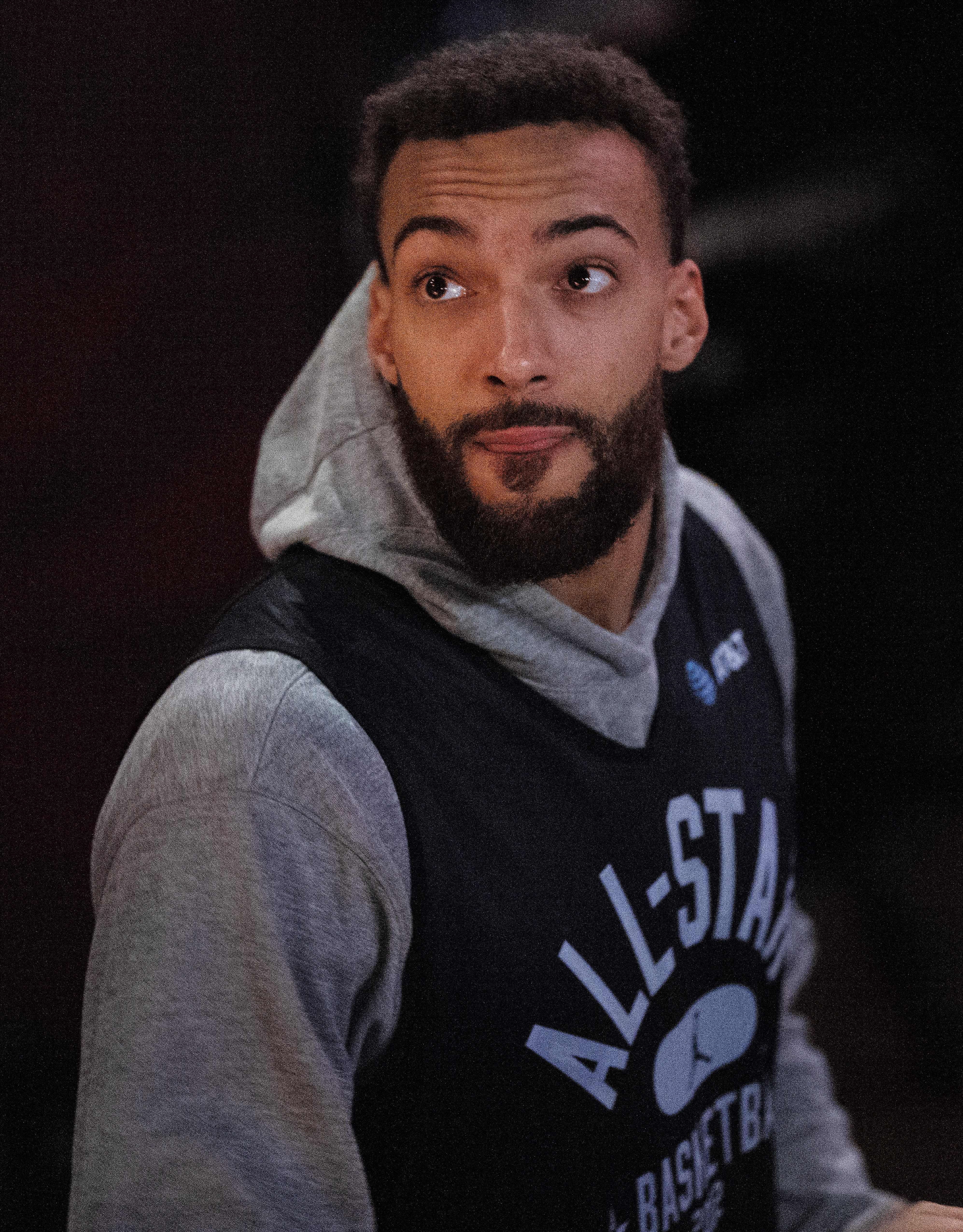
Rudy Gobert

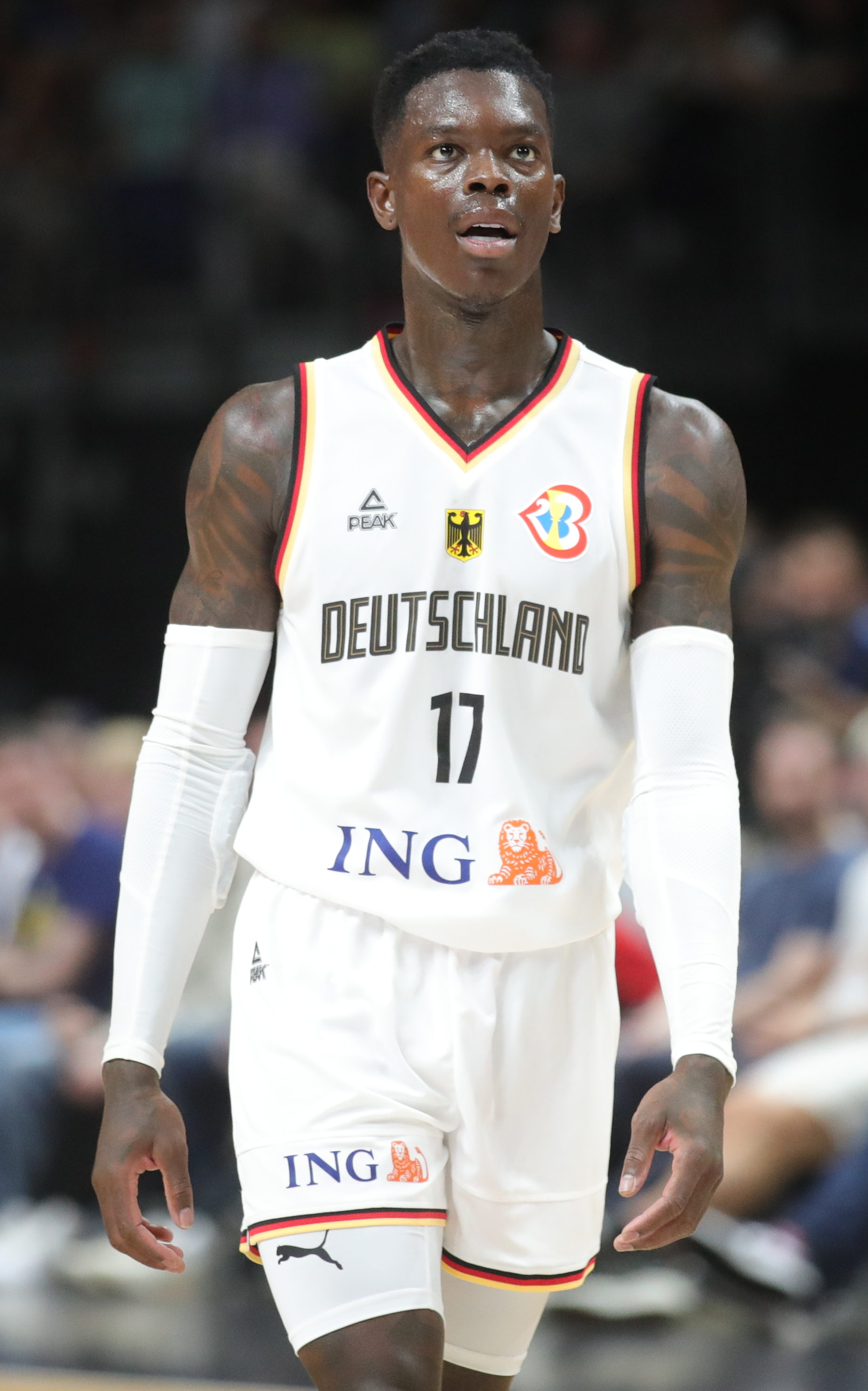
Dennis Schröder

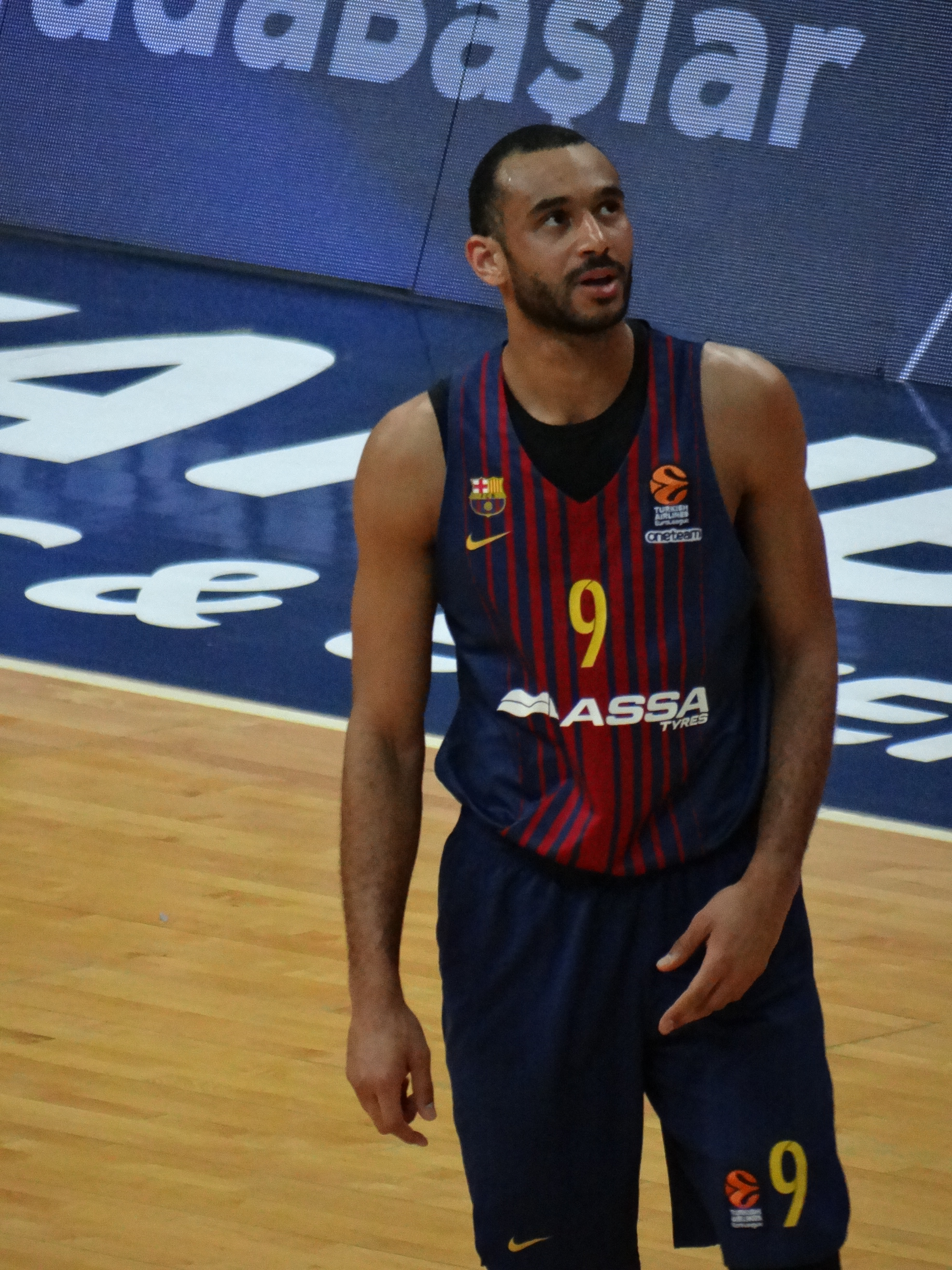
Ádám Hanga

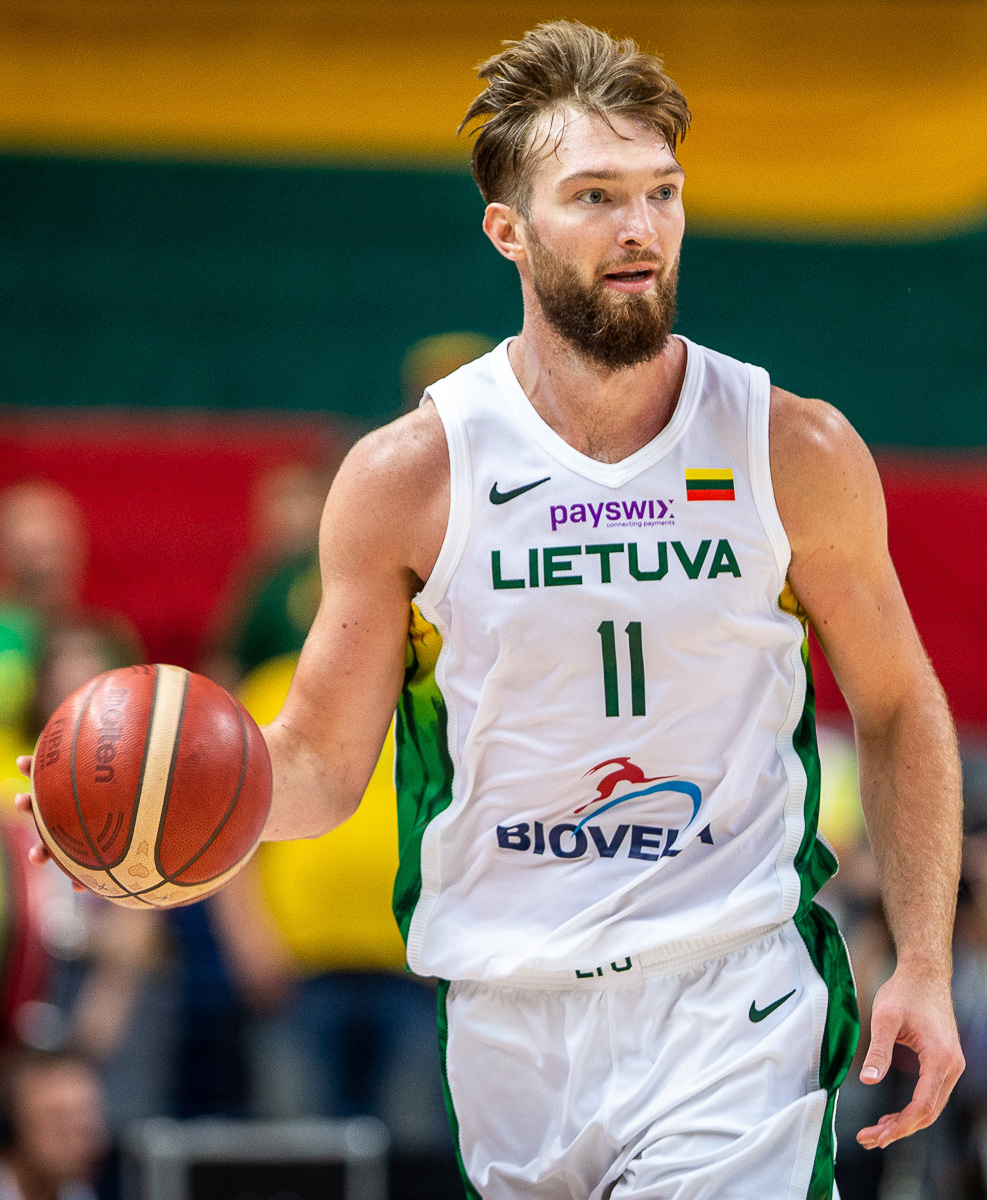
Domantas Sabonis

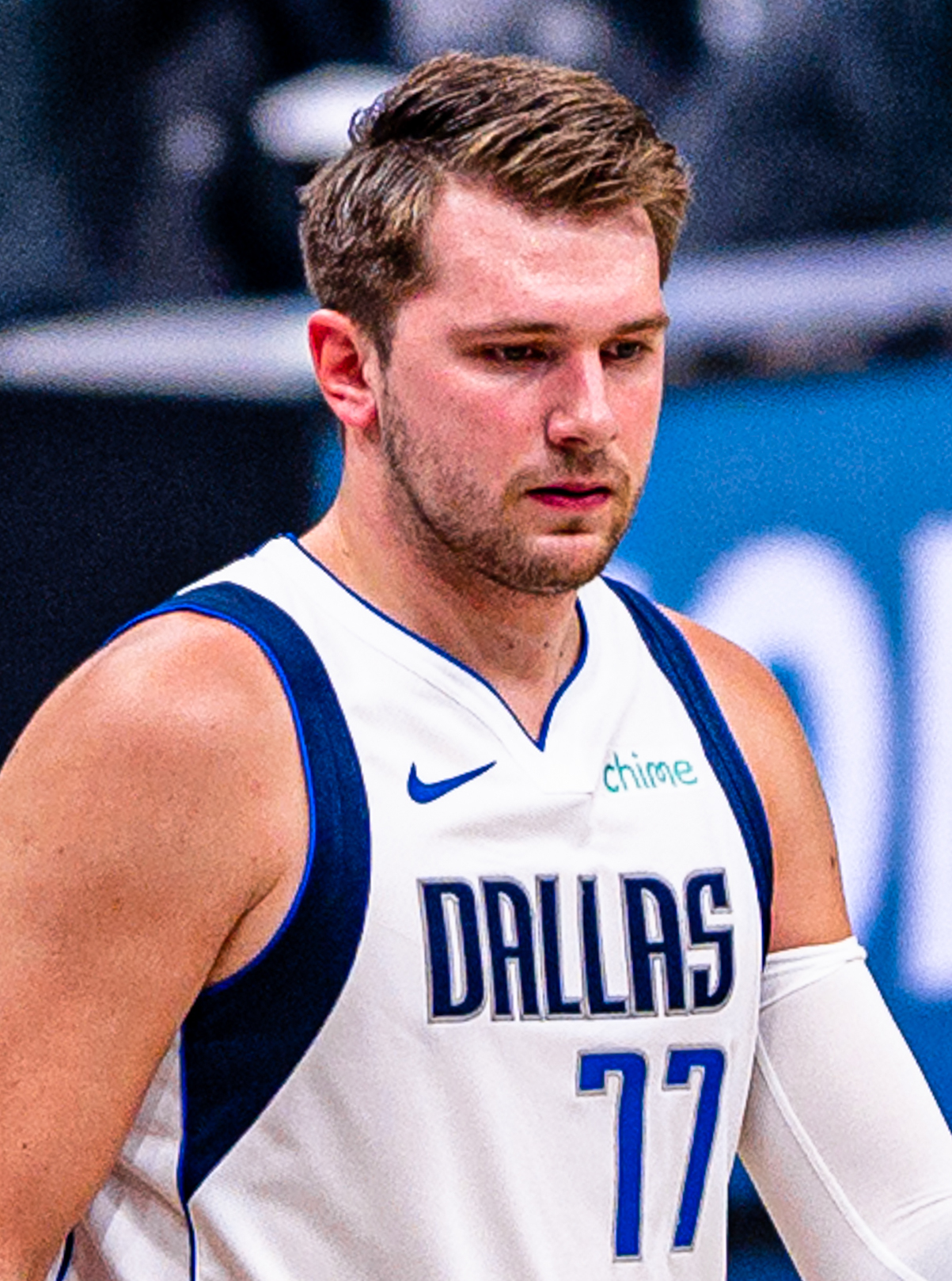
Luka Dončić

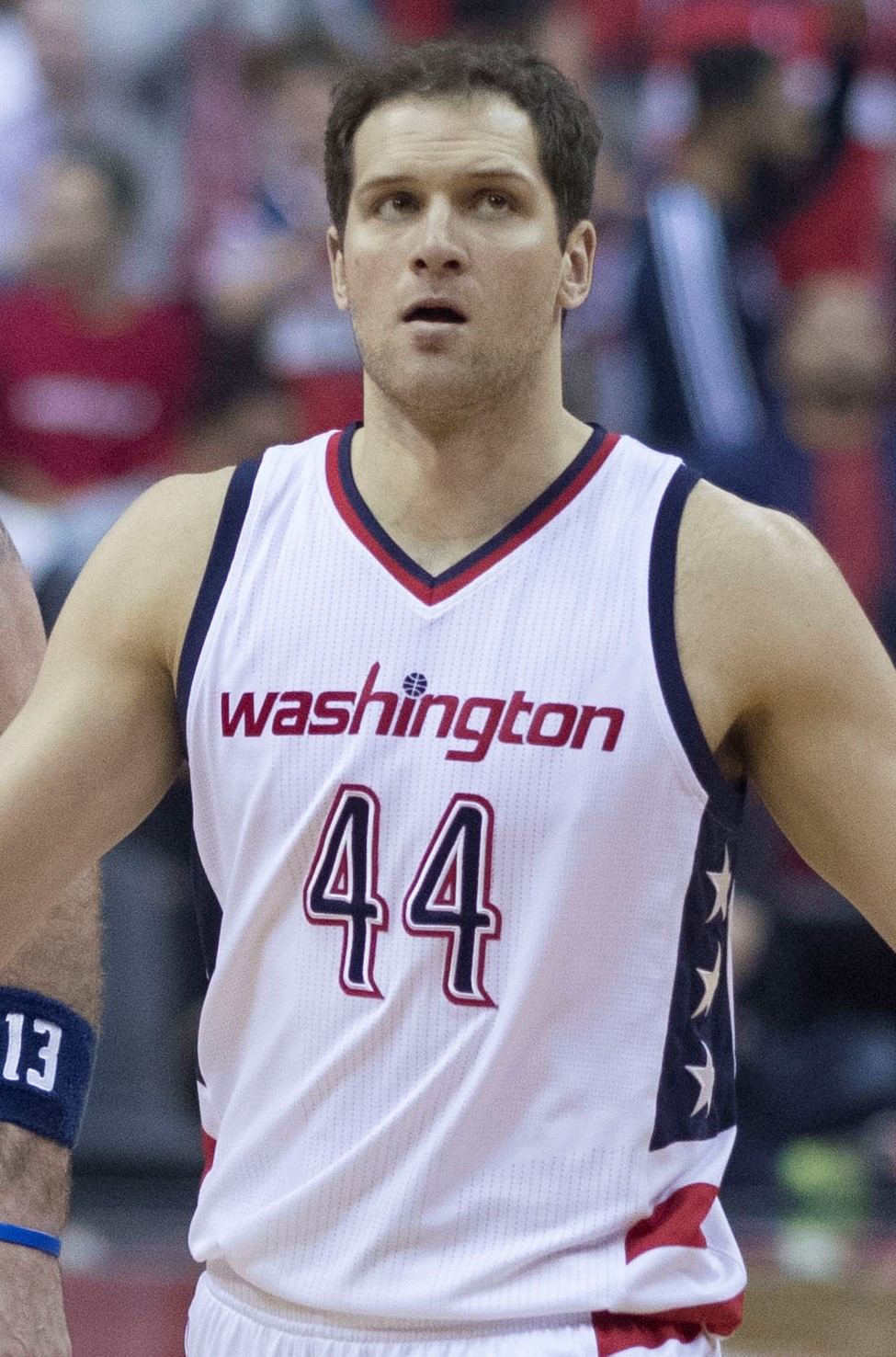
Bojan Bogdanović

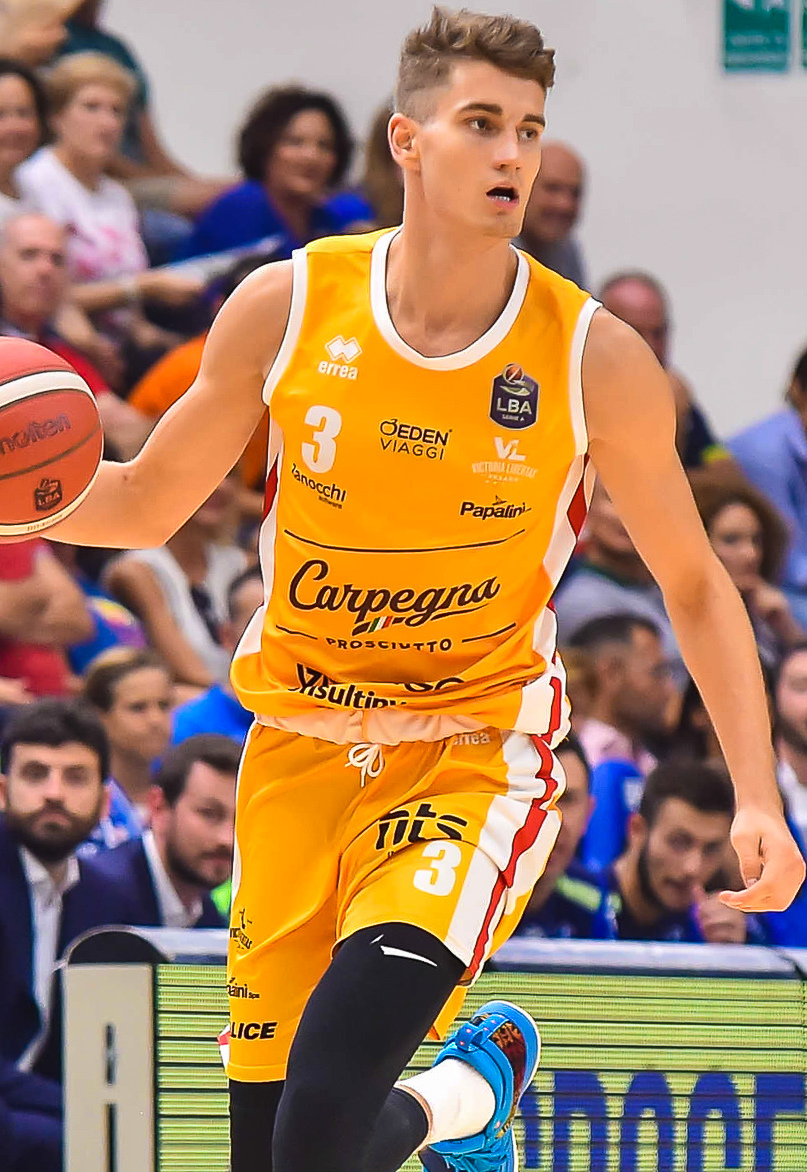
Henri Drell

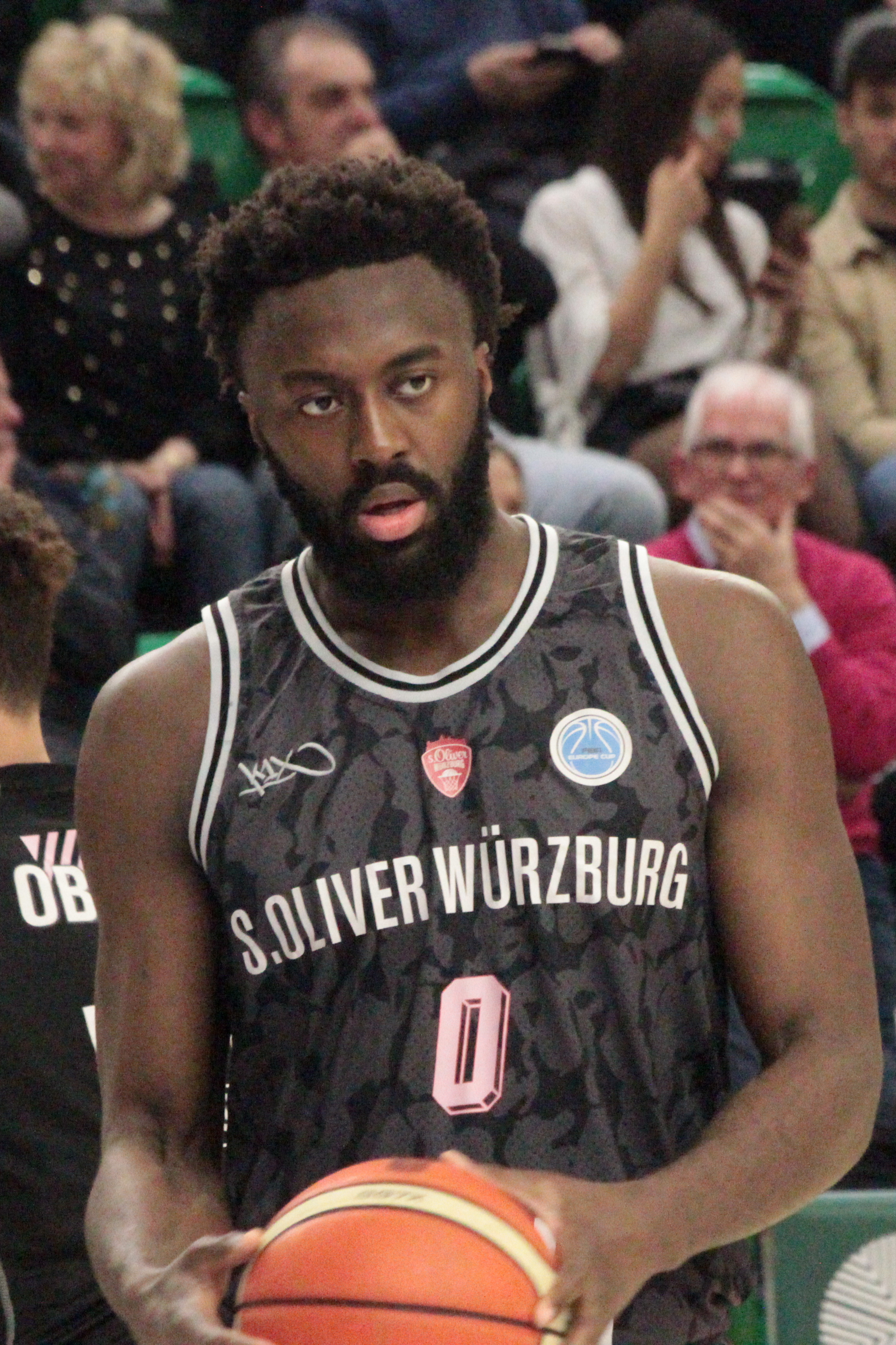
Gabriel Olaseni

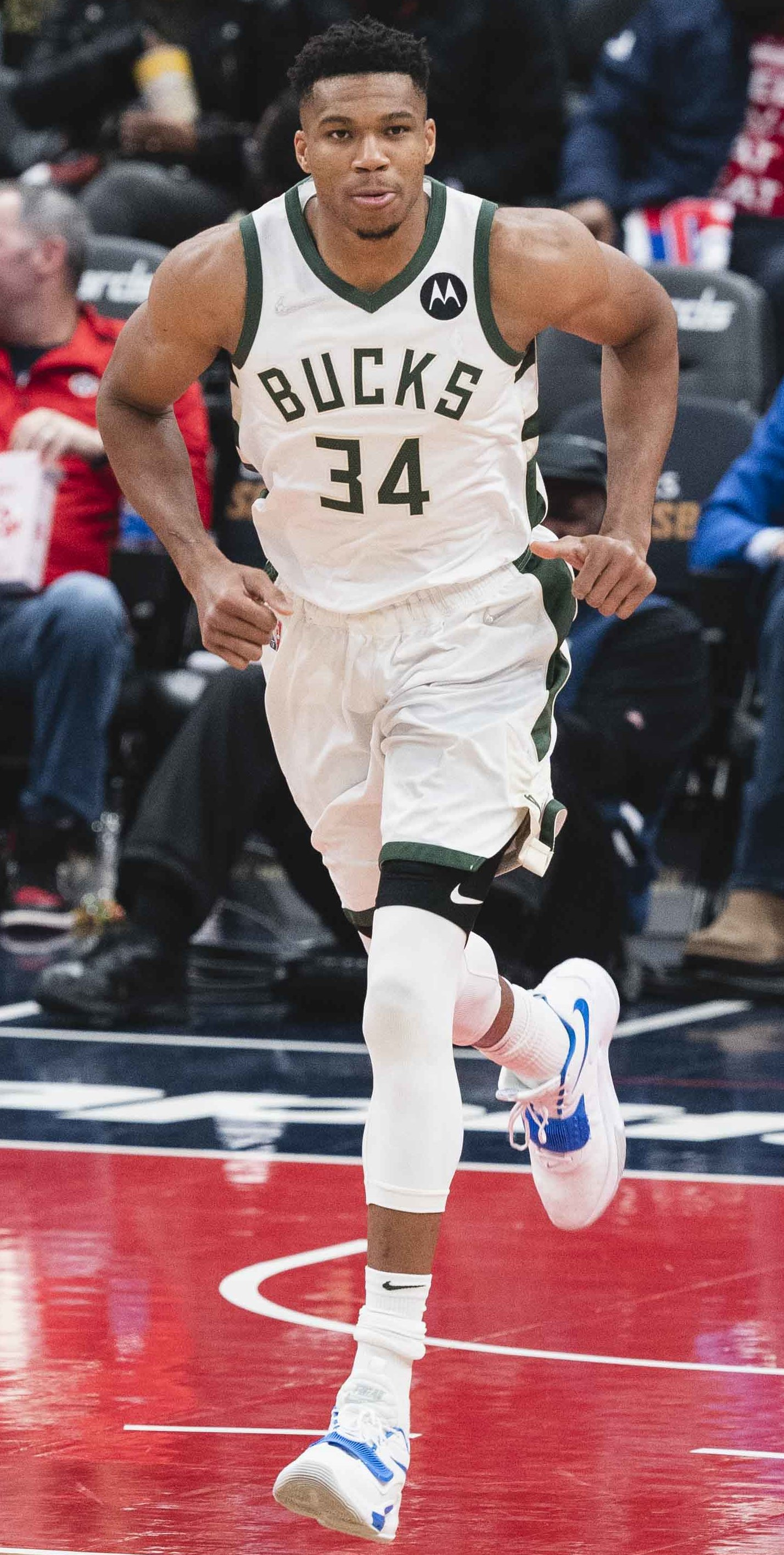
Giánnis Antetokoúnmpo

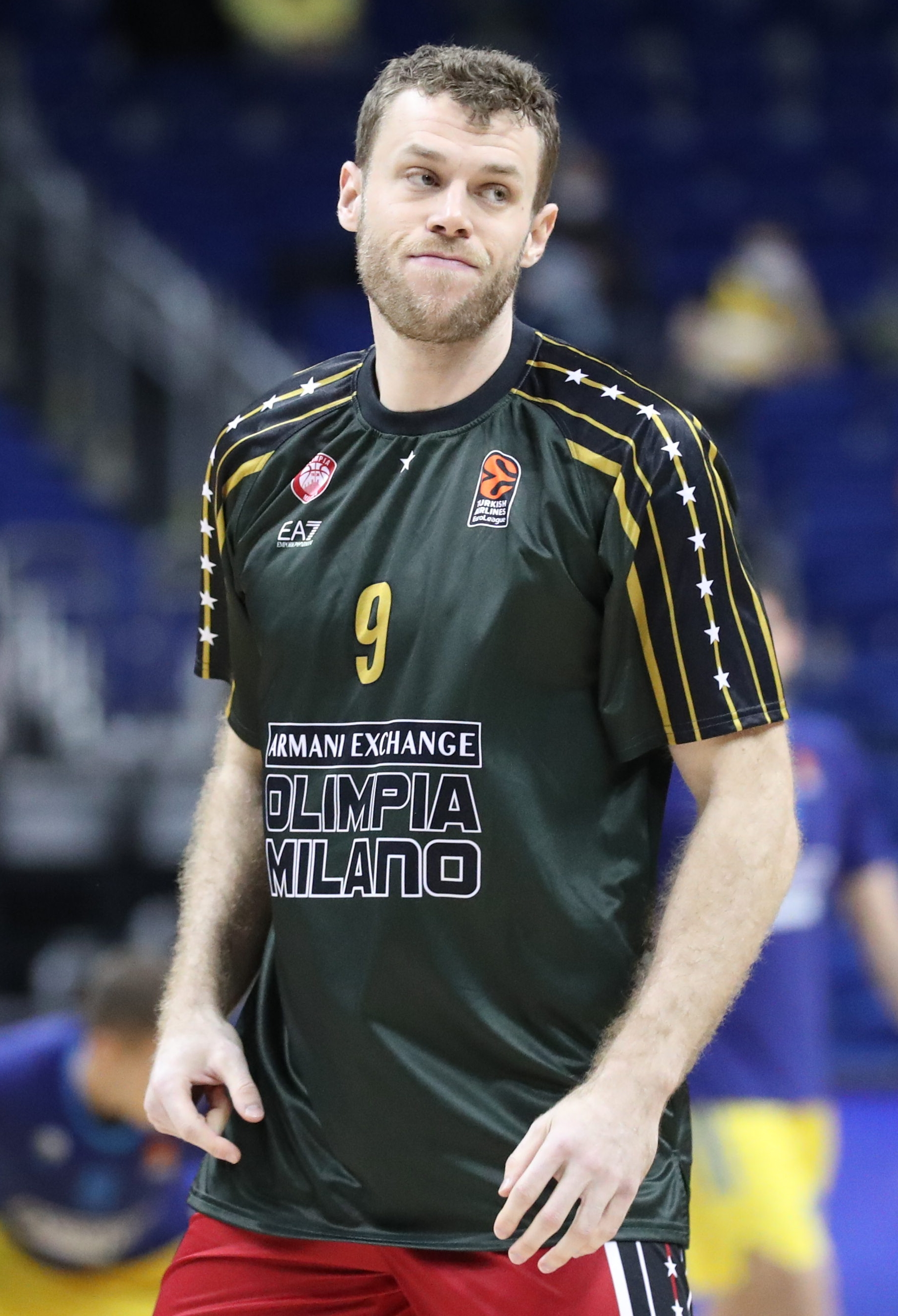
Nicolò Melli

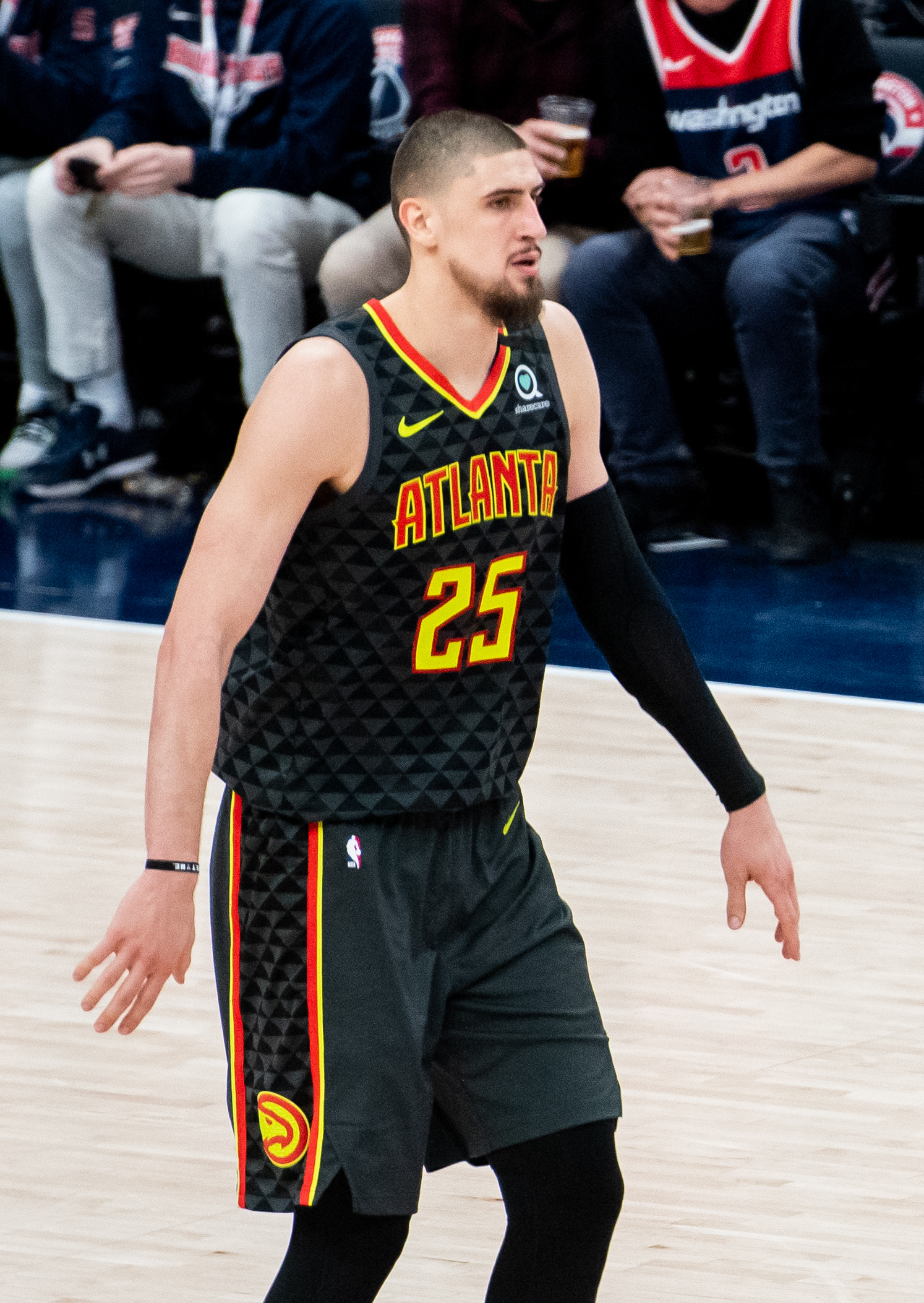
Alex Len

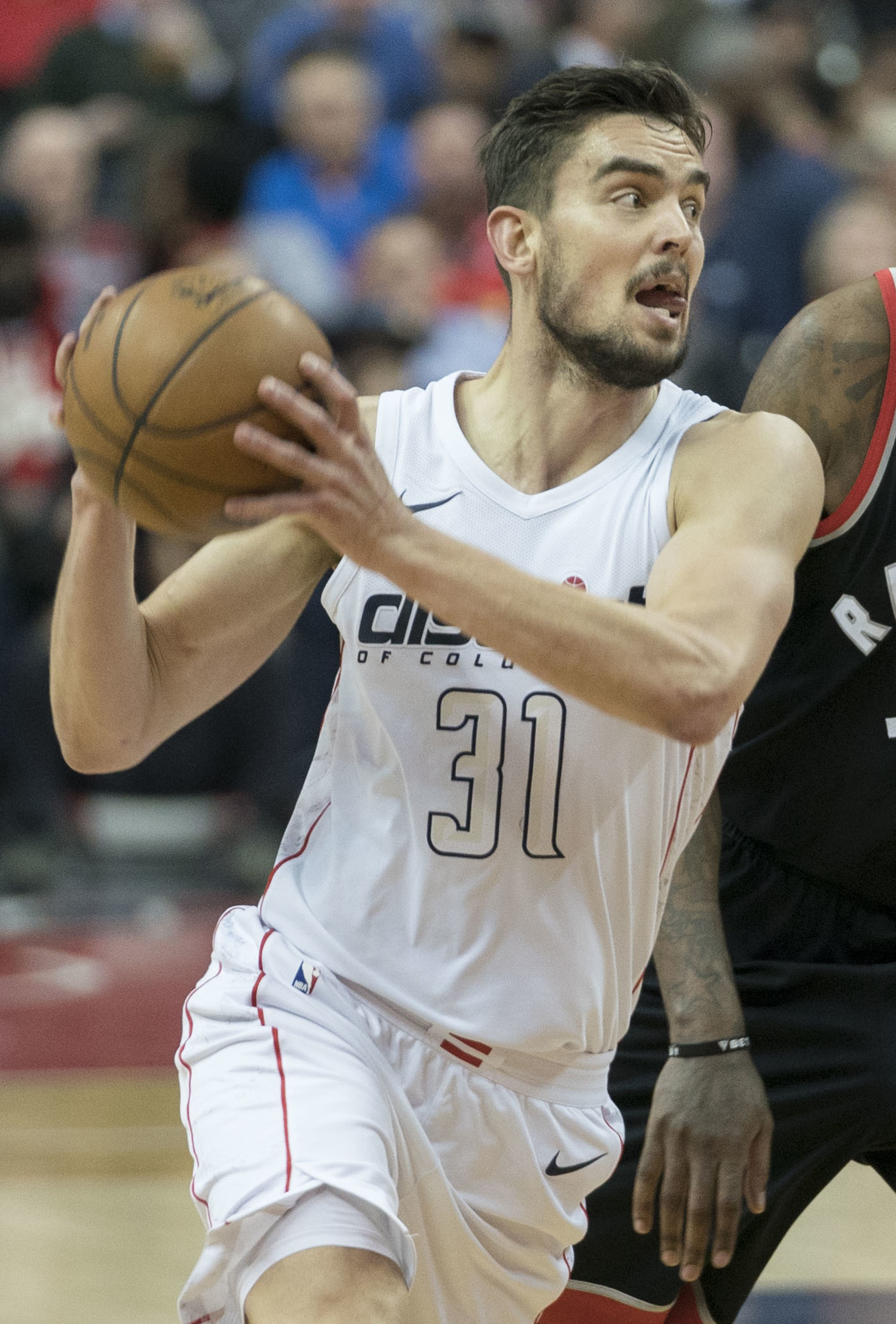
Tomáš Satoranský

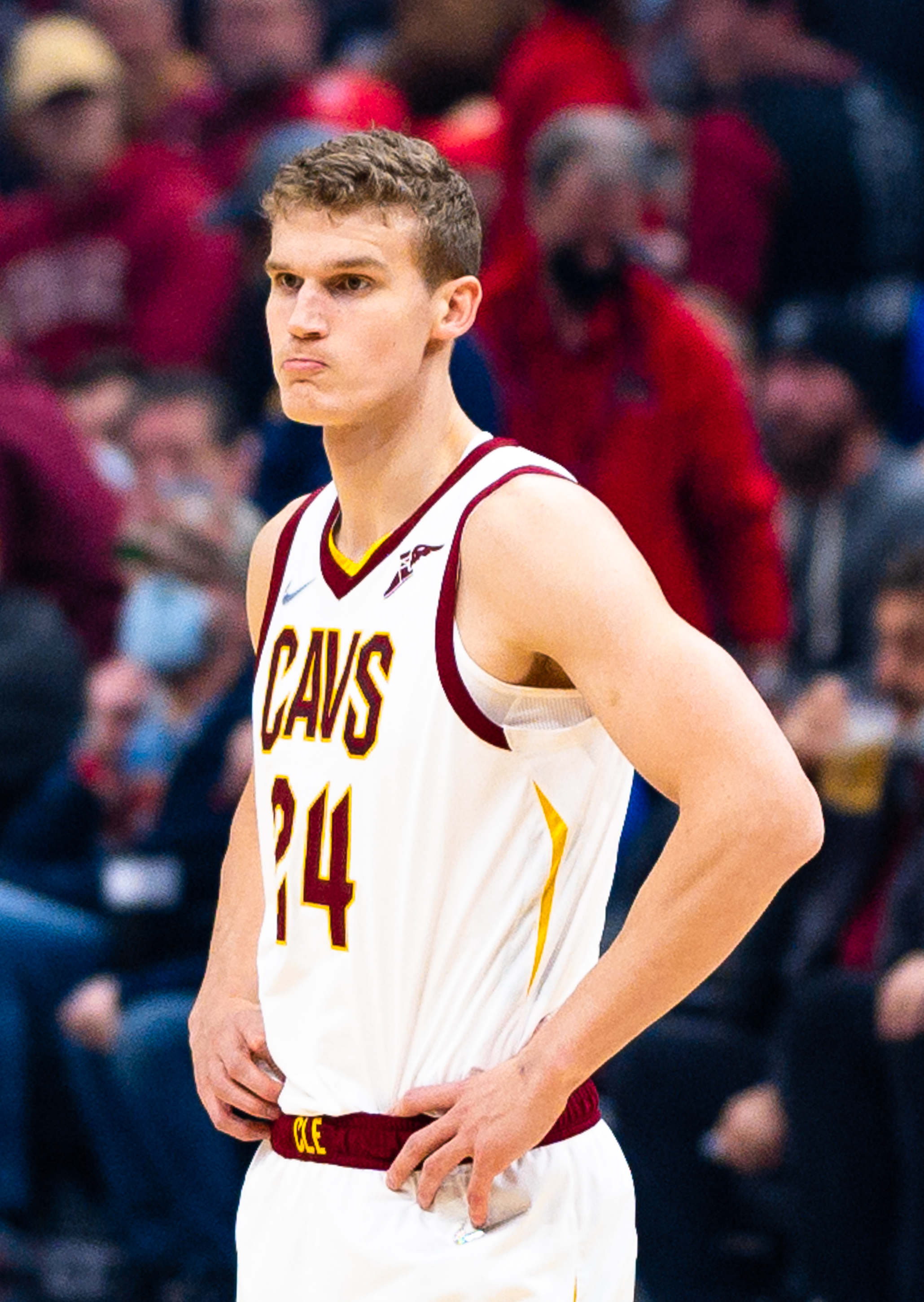
Lauri Markkanen

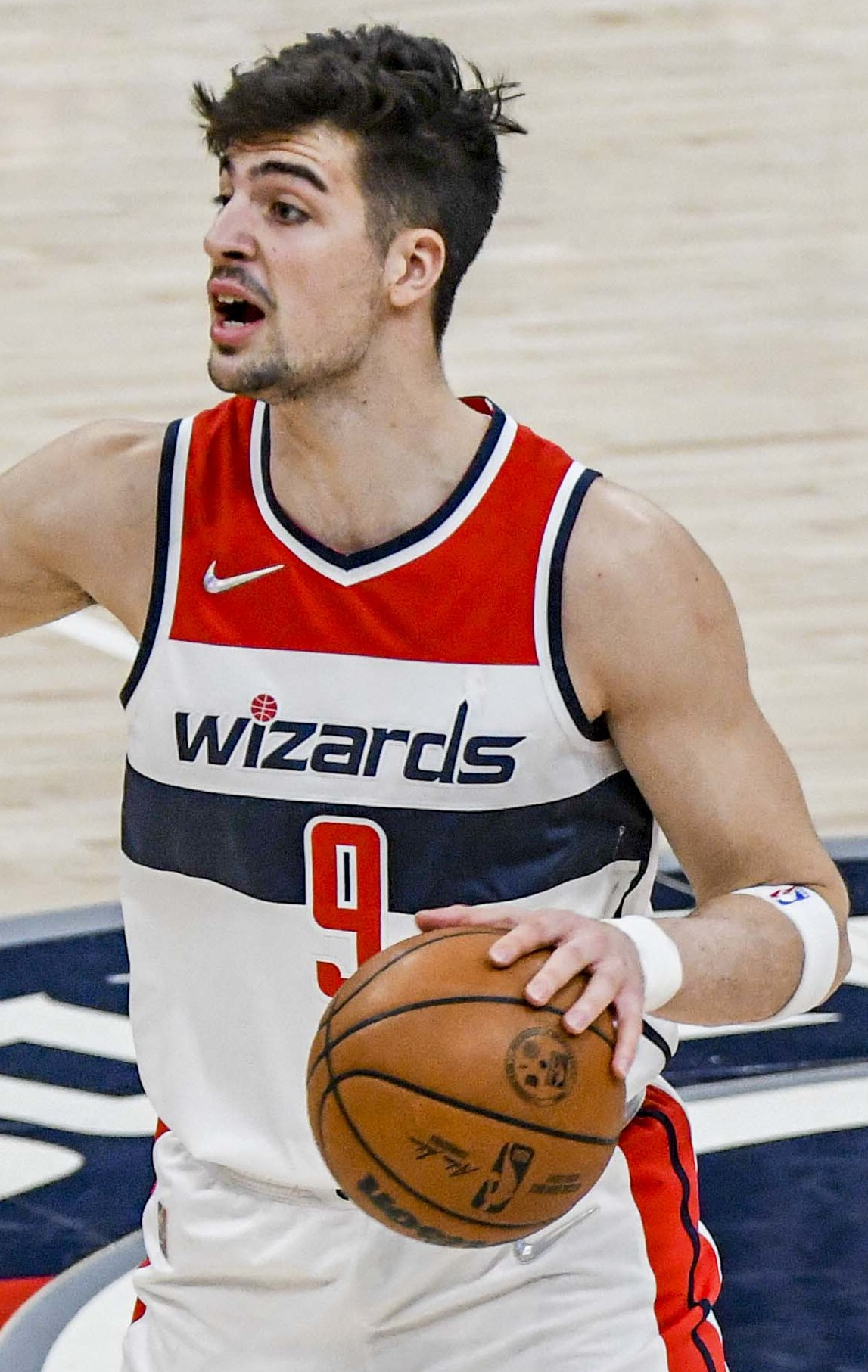
Deni Avdija

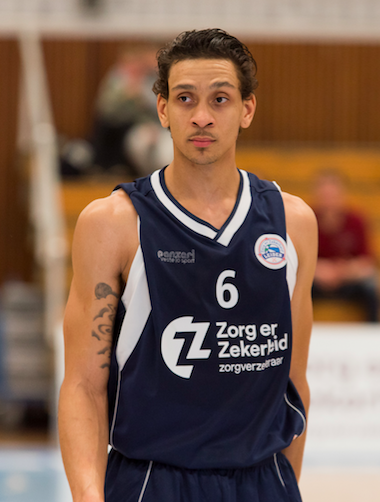
Worthy de Jong

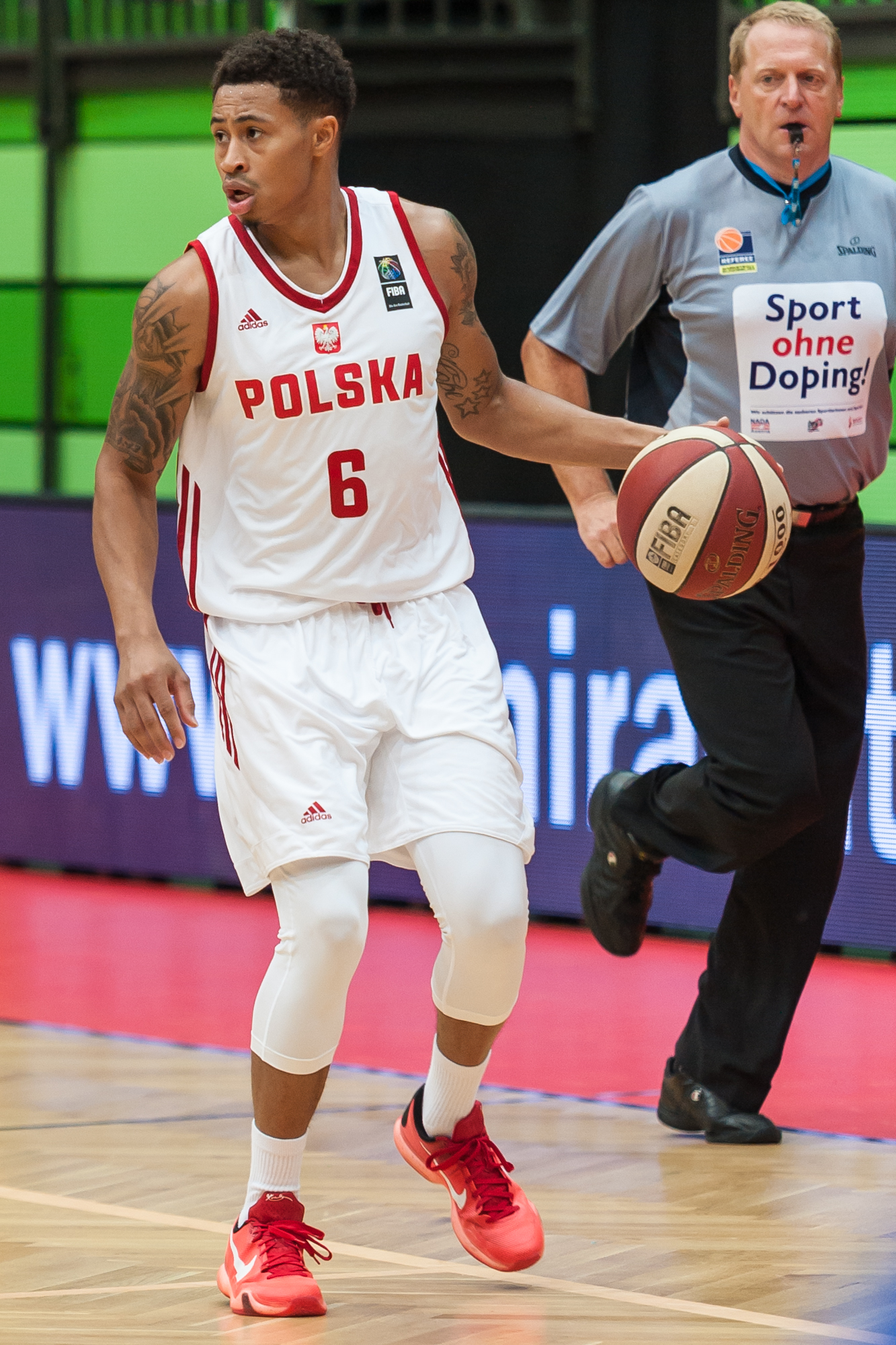
A. J. Slaughter

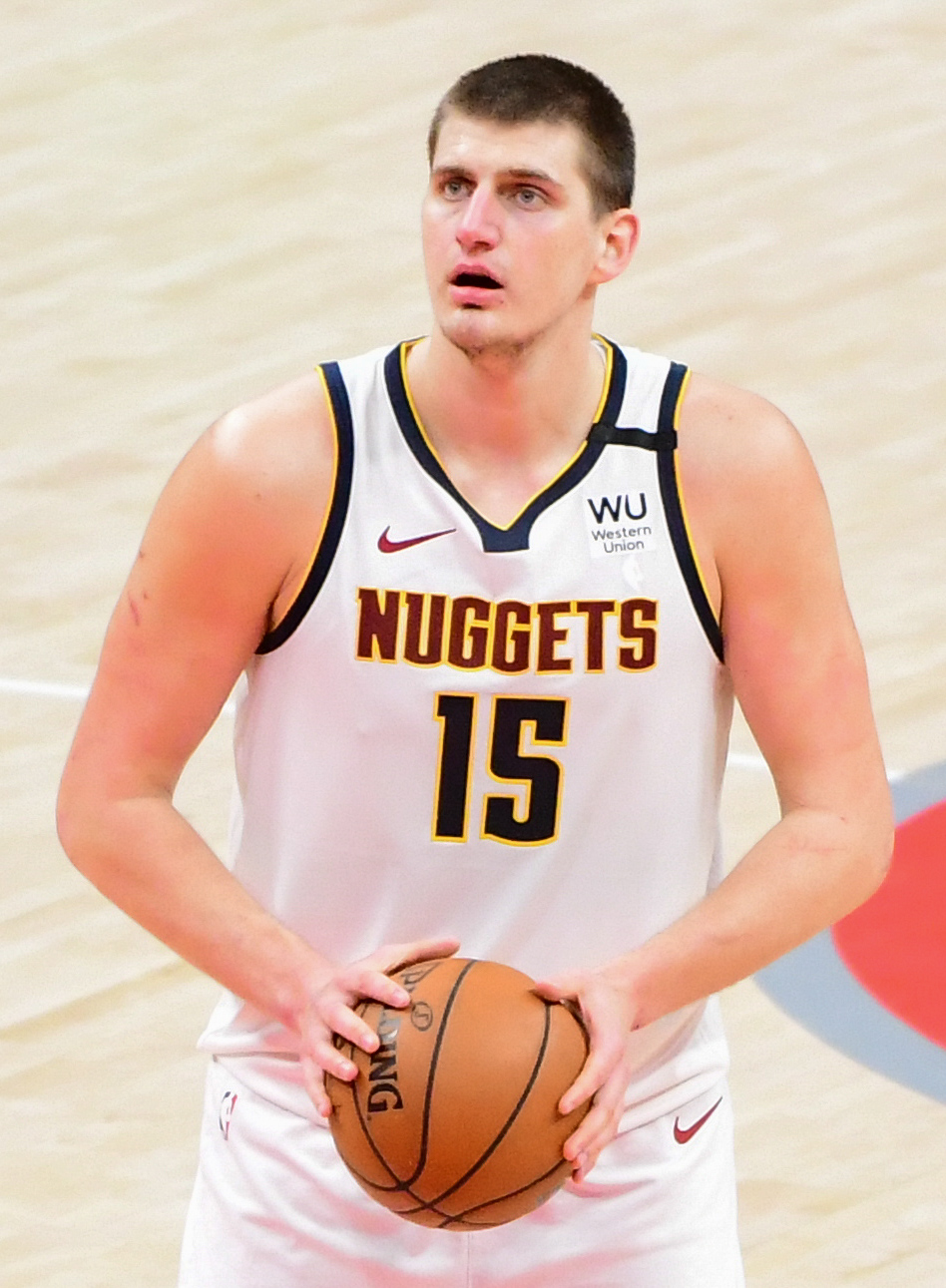
Nikola Jokić

| Numéro | Joueur                | Poste | Naissance       | Taille | Club 2021-2022             |
| ------ | --------------------- | ----- | --------------- | ------ | -------------------------- |
| 4      | Manu Lecomte          | PG/SG | 16 août 1995    | 1,80 m | BC Jonava                  |
| 8      | Jean-Marc Mwema       | SF/PF | 5 décembre 1989 | 1,98 m | Antwerp Giants             |
| 9      | Jonathan Tabu         | PG/SG | 7 octobre 1985  | 1,90 m | Limbourg United            |
| 13     | Pierre-Antoine Gillet | PF    | 16 avril 1991   | 2,01 m | Filou Oostende             |
| 14     | Maxime De Zeeuw       | PF    | 26 avril 1987   | 2,04 m | New Basket Brindisi        |
| 16     | Kevin Tumba           | C     | 23 février 1991 | 2,06 m | Circus Brussels Basketball |
| 17     | Hans Vanwijn          | PF    | 15 février 1995 | 2,07 m | Basket Saragosse 2002      |
| 18     | Alexandre Libert      | SG    | 25 janvier 1990 | 1,87 m | Spirou Charleroi           |
| 19     | Ismael Bako           | C     | 10 octobre 1995 | 2,08 m | Bàsquet Manresa            |
| 21     | Vrenz Bleijenbergh    | SF    | 14 octobre 2000 | 2,08 m | Bulls de Windy City        |
| 25     | Haris Bratanovic      | C     | 20 avril 2001   | 2,08 m | Filou Oostende             |
| 32     | Retin Obasohan        | PG    | 6 juillet 1993  | 1,86 m | Hapoël Jérusalem           |

Sélectionneur :   Dario Gjergja

### Bulgarie
L'équipe a été annoncée le 30 août :
| Numéro | Joueur              | Poste | Naissance        | Taille | Club 2021-2022   |
| ------ | ------------------- | ----- | ---------------- | ------ | ---------------- |
| 0      | Ivan Alipiev        | SF    | 28 juillet 1999  | 1,95 m | Sans club        |
| 1      | Dee Bost            | PG    | 12 octobre 1989  | 1,88 m | Galatasaray SK   |
| 2      | Deyan Karamfilov    | PG    | 21 janvier 1994  | 1,80 m | Rilski Sportist  |
| 9      | Čavdar Kostov       | SG/SF | 18 avril 1988    | 1,96 m | Levski Sofia     |
| 12     | Aleksandar Yanev    | SF/PF | 20 janvier 1990  | 2,03 m | BC Beroe         |
| 17     | Emil Stoilov        | C     | 7 février 2002   | 2,08 m | Real Canoe NC    |
| 22     | Pavlin Ivanov       | SG    | 28 mars 1993     | 1,96 m | Rilski Sportist  |
| 23     | Stanimir Marinov    | PG/SG | 7 septembre 1991 | 1,93 m | Balkan Botevgrad |
| 24     | Andrey Ivanov       | C     | 7 mai 1996       | 2,05 m | BC Chernomorets  |
| 25     | Aleks Simeonov      | PF    | 28 mars 1993     | 2,00 m | Rilski Sportist  |
| 34     | Dimitar Dimitrov    | PF    | 1er mars 1993    | 2,03 m | Balkan Botevgrad |
| 41     | Aleksandar Vezenkov | PF    | 6 août 1995      | 2,06 m | Olympiakós       |

Sélectionneur :  Rosen Barčovski

### Géorgie
L'équipe a été annoncée le 31 août :
| Numéro | Joueur                | Poste | Naissance       | Taille | Club 2021-2022           |
| ------ | --------------------- | ----- | --------------- | ------ | ------------------------ |
| 4      | Rati Andronikashvili  | PG/SG | 19 mars 2001    | 1,93 m | Bluejays de Creighton    |
| 5      | Sandro Mamukelashvili | PC/C  | 23 mai 1999     | 2,11 m | Bucks de Milwaukee       |
| 6      | Kakhaber Jintcharadze | SF    | 16 juillet 1993 | 1,97 m | Olimpi Tbilissi          |
| 7      | Beka Burjanadze       | SF    | 3 janvier 1994  | 2,01 m | Real Betis               |
| 8      | Giorgi Tsintsadze     | PG    | 7 février 1986  | 1,92 m | TSU Tbilissi             |
| 9      | Giorgi Shermadini     | C     | 2 avril 1989    | 2,17 m | Club Baloncesto Canarias |
| 10     | Duda Sanadze          | SG    | 25 juillet 1992 | 1,97 m | Borac Čačak              |
| 17     | Mikheil Berishvili    | SF/PF | 12 avril 1987   | 2,04 m | TSU Tbilissi             |
| 18     | Merab Bokolishvili    | SG    | 27 février 1992 | 1,98 m | BC Rustavi               |
| 25     | Thaddus McFadden      | PG/SG | 29 mai 1987     | 1,88 m | CB Murcie                |
| 33     | Beka Bekauri          | PF    | 18 janvier 1991 | 2,07 m | Batumi RSU               |
| 35     | Goga Bitadze          | C     | 20 juillet 1999 | 2,13 m | Pacers de l'Indiana      |

Sélectionneur :  Ilías Zoúros

### Monténégro
L'équipe a été annoncée le 30 août :
| Numéro | Joueur              | Poste | Naissance         | Taille | Club 2021-2022        |
| ------ | ------------------- | ----- | ----------------- | ------ | --------------------- |
| 0      | Zoran Vuceljić      | SF    | 9 septembre 2003  | 1,97 m | SC Derby              |
| 2      | Aleksa Ilić         | PF    | 17 septembre 1996 | 2,04 m | SC Derby              |
| 3      | Vladimir Mihailović | SG    | 10 août 1990      | 1,93 m | Morna Bar             |
| 4      | Nikola Pavličević   | PG    | 13 août 1988      | 1,92 m | SC Derby              |
| 8      | Dino Radončić       | SF/PF | 8 janvier 1999    | 2,02 m | Basket Saragosse 2002 |
| 9      | Marko Simonović     | C     | 15 octobre 1999   | 2,14 m | Bulls de Chicago      |
| 11     | Nemanja Radović     | SF/PF | 11 novembre 1991  | 2,08 m | CB Murcie             |
| 14     | Bojan Dubljević     | PF/C  | 24 octobre 1991   | 2,05 m | Valence BC            |
| 19     | Zoran Nikolić       | C     | 1er avril 1996    | 2,12 m | Budućnost Podgorica   |
| 22     | Igor Drobnjak       | PG    | 21 avril 2000     | 1,93 m | Budućnost Podgorica   |
| 30     | Petar Popović       | PG/SG | 13 septembre 1996 | 1,95 m | Budućnost Podgorica   |
| 55     | Kendrick Perry      | PG    | 23 décembre 1992  | 1,85 m | Budućnost Podgorica   |

Sélectionneur :  Boško Radović

### Espagne
L'équipe a été annoncée le 30 août :
| Numéro | Joueur                 | Poste | Naissance         | Taille | Club 2021-2022                  |
| ------ | ---------------------- | ----- | ----------------- | ------ | ------------------------------- |
| 2      | Lorenzo Brown          | PG    | 26 août 1990      | 1,96 m | UNICS Kazan                     |
| 4      | Jaime Pradilla         | PF    | 3 janvier 2001    | 2,05 m | Valence BC                      |
| 5      | Rudy Fernández         | SF    | 4 avril 1985      | 1,96 m | Real Madrid                     |
| 6      | Xabier López-Arostegui | SF    | 19 mai 1997       | 2,01 m | Valence BC                      |
| 7      | Jaime Fernández        | PG    | 4 juin 1993       | 1,84 m | Unicaja Málaga                  |
| 8      | Darío Brizuela         | SG    | 8 novembre 1994   | 1,85 m | Unicaja Málaga                  |
| 9      | Alberto Díaz           | PG    | 23 avril 1994     | 1,85 m | Unicaja Málaga                  |
| 11     | Sebas Saiz             | C     | 15 juillet 1994   | 2,02 m | Alvark Tokyo                    |
| 13     | Usman Garuba           | PF/C  | 9 mars 2002       | 2,03 m | Rockets de Houston              |
| 14     | Willy Hernangómez      | C     | 27 mai 1994       | 2,11 m | Pelicans de La Nouvelle-Orléans |
| 41     | Juan Hernangómez       | PF    | 28 septembre 1995 | 2,06 m | Jazz de l'Utah                  |
| 44     | Joel Parra             | PF    | 4 avril 2000      | 2,02 m | Joventut Badalona               |

Sélectionneur :  Sergio Scariolo

### Turquie
L'équipe a été annoncée le 29 août :
| Numéro | Joueur            | Poste | Naissance        | Taille | Club 2021-2022         |
| ------ | ----------------- | ----- | ---------------- | ------ | ---------------------- |
| 0      | Shane Larkin      | G     | 2 octobre 1992   | 1,82 m | Anadolu Efes           |
| 2      | Şehmus Hazer      | SG    | 15 février 1999  | 1,90 m | Fenerbahçe SK          |
| 5      | Onuralp Bitim     | SG/SF | 31 mai 1999      | 1,96 m | Bursaspor              |
| 6      | Cedi Osman        | SF    | 8 avril 1995     | 2,01 m | Cavaliers de Cleveland |
| 9      | Yiğitcan Saybir   | PF    | 27 février 1999  | 2,01 m | Anadolu Efes           |
| 10     | Melih Mahmutoğlu  | SG    | 12 mai 1990      | 1,91 m | Fenerbahçe SK          |
| 12     | Sadık Emir Kabaca | PF    | 13 décembre 2000 | 2,07 m | Galatasaray SK         |
| 19     | Buğrahan Tuncer   | PG/SG | 23 mars 1993     | 1,94 m | Anadolu Efes           |
| 21     | Sertaç Şanlı      | C     | 5 août 1991      | 2,14 m | FC Barcelone           |
| 22     | Furkan Korkmaz    | SF    | 24 janvier 1997  | 2,01 m | 76ers de Philadelphie  |
| 23     | Alperen Şengün    | C     | 25 juillet 2002  | 2,13 m | Rockets de Houston     |
| 24     | Ercan Osmani      | PF    | 4 août 1998      | 2,13 m | Beşiktaş JK            |

Sélectionneur :  Ergin Ataman

## Groupe B

### Bosnie-Herzégovine
L'équipe a été annoncée le 29 août :
| Numéro | Joueur            | Poste | Naissance       | Taille | Club 2021-2022            |
| ------ | ----------------- | ----- | --------------- | ------ | ------------------------- |
| 0      | Jusuf Nurkić      | C     | 23 août 1994    | 2,13 m | Trail Blazers de Portland |
| 2      | John Roberson     | PG    | 28 octobre 1988 | 1,88 m | SIG Strasbourg            |
| 5      | Edin Atić         | SG/SF | 19 janvier 1997 | 2,01 m | Budućnost Podgorica       |
| 7      | Miralem Halilović | PF/C  | 22 juillet 1991 | 2,05 m | Metropolitans 92          |
| 9      | Amar Gegić        | PG/SG | 14 février 1998 | 2,00 m | Cibona Zagreb             |
| 11     | Kenan Kamenjaš    | C     | 17 janvier 2000 | 2,07 m | SC Derby                  |
| 12     | Sani Čampara      | PG    | 3 mars 1999     | 1,90 m | KK Split                  |
| 13     | Džanan Musa       | SF    | 8 mai 1999      | 2,02 m | CB Breogán                |
| 15     | Ajdin Penava      | PF    | 11 mars 1997    | 2,06 m | Belfius Mons-Hainaut      |
| 17     | Aleksandar Lazić  | SF    | 10 juin 1996    | 2,01 m | Mornar Bar                |
| 22     | Emir Sulejmanović | PF    | 13 juillet 1995 | 2,04 m | Club Baloncesto Canarias  |
| 27     | Adin Vrabac       | PF    | 27 janvier 1994 | 2,05 m | BC Vienne                 |

Sélectionneur :  Adis Bećiragić

### France
L'équipe a été annoncée le 31 août :
| Numéro | Joueur                  | Poste | Naissance        | Taille | Club 2021-2022          |
| ------ | ----------------------- | ----- | ---------------- | ------ | ----------------------- |
| 0      | Élie Okobo              | PG    | 23 octobre 1997  | 1,91 m | ASVEL Lyon-Villeurbanne |
| 2      | Amath M'Baye            | PF    | 14 décembre 1989 | 2,06 m | Pınar Karşıyaka         |
| 3      | Timothé Luwawu-Cabarrot | SF    | 9 mai 1995       | 2,01 m | Hawks d'Atlanta         |
| 4      | Thomas Heurtel          | PG    | 10 avril 1989    | 1,89 m | Real Madrid             |
| 7      | Guerschon Yabusele      | PF    | 17 décembre 1995 | 2,03 m | Real Madrid             |
| 10     | Evan Fournier           | SG/SF | 29 octobre 1992  | 2,01 m | Knicks de New York      |
| 11     | Théo Maledon            | PG    | 12 juin 2001     | 1,93 m | Thunder d'Oklahoma City |
| 17     | Vincent Poirier         | PF/C  | 17 octobre 1993  | 2,13 m | Real Madrid             |
| 21     | Andrew Albicy           | PG    | 21 mars 1990     | 1,78 m | Gran Canaria            |
| 22     | Terry Tarpey III        | SG    | 2 mars 1994      | 1,96 m | Le Mans SB              |
| 27     | Rudy Gobert             | C     | 26 juin 1992     | 2,16 m | Jazz de l'Utah          |
| 93     | Moustapha Fall          | C     | 23 février 1992  | 2,18 m | Olympiakós              |

Sélectionneur :  Vincent Collet

### Allemagne
L'équipe a été annoncée le 31 août :
| Numéro | Joueur                     | Poste | Naissance         | Taille | Club 2021-2022          |
| ------ | -------------------------- | ----- | ----------------- | ------ | ----------------------- |
| 4      | Maodo Lô                   | PG/SG | 31 décembre 1992  | 1,92 m | Alba Berlin             |
| 5      | Niels Giffey               | SF    | 8 juin 1991       | 2,00 m | Žalgiris Kaunas         |
| 6      | Nick Weiler-Babb           | SG/SF | 12 décembre 1995  | 1,96 m | Bayern Munich           |
| 7      | Johannes Voigtmann         | C     | 30 septembre 1992 | 2,09 m | CSKA Moscou             |
| 9      | Franz Wagner               | SF    | 27 août 2001      | 2,08 m | Magic d'Orlando         |
| 10     | Daniel Theis               | C     | 4 avril 1992      | 2,06 m | Celtics de Boston       |
| 17     | Dennis Schröder            | PG    | 15 septembre 1993 | 1,85 m | Rockets de Houston      |
| 18     | Jonas Wohlfarth-Bottermann | C     | 20 février 1990   | 2,08 m | MHP Riesen Ludwigsbourg |
| 21     | Justus Hollatz             | PG    | 21 avril 2001     | 1,91 m | Hamburg Towers          |
| 32     | Johannes Thiemann          | PF/C  | 9 février 1994    | 2,05 m | Alba Berlin             |
| 42     | Andreas Obst               | SG    | 13 juillet 1996   | 1,91 m | Bayern Munich           |
| 43     | Christian Sengfelder       | PF    | 28 février 1995   | 2,02 m | Brose Baskets           |

Sélectionneur :  Gordon Herbert

### Hongrie
L'équipe a été annoncée le 31 août :
| Numéro | Joueur            | Poste | Naissance        | Taille | Club 2021-2022         |
| ------ | ----------------- | ----- | ---------------- | ------ | ---------------------- |
| 1      | Mikael Hopkins    | PF    | 23 juin 1993     | 2,06 m | Pallacanestro Reggiana |
| 5      | Rosco Allen       | SF    | 5 mai 1993       | 2,08 m | Niigata Albirex        |
| 6      | Ákos Keller       | PF/C  | 28 mars 1989     | 2,08 m | Falco KC Szombathely   |
| 8      | Ádám Hanga        | SF    | 12 avril 1989    | 2,00 m | Real Madrid            |
| 9      | Dávid Vojvoda     | SG/SF | 4 septembre 1990 | 1,96 m | Alba Fehérvár          |
| 11     | Szilárd Benke     | SF    | 22 mai 1995      | 1,96 m | Falco KC Szombathely   |
| 12     | Ádám Somogyi      | PG    | 30 juin 2000     | 1,90 m | Falco KC Szombathely   |
| 14     | György Golomán    | PF/C  | 2 avril 1996     | 2,11 m | Falco KC Szombathely   |
| 15     | Csaba Ferencz     | SF    | 24 mai 1985      | 1,95 m | BC Körmend             |
| 20     | Zoltán Perl       | PG    | 28 juillet 1995  | 1,95 m | Falco KC Szombathely   |
| 22     | János Eilingsfeld | PF    | 5 février 1991   | 1,98 m | Atomerőmű SE           |
| 25     | Benedek Váradi    | PG    | 5 février 1995   | 1,94 m | Falco KC Szombathely   |

Sélectionneur :  Stojan Ivković

### Lituanie
L'équipe a été annoncée le 27 août :
| Numéro | Joueur               | Poste | Naissance        | Taille | Club 2021-2022                  |
| ------ | -------------------- | ----- | ---------------- | ------ | ------------------------------- |
| 4      | Eigirdas Žukauskas   | PF    | 3 juillet 1992   | 2,06 m | Tofaş SK                        |
| 9      | Iggy Brazdeikis      | SF    | 8 janvier 1999   | 1,98 m | Magic d'Orlando                 |
| 11     | Domantas Sabonis     | PF    | 19 novembre 2000 | 1,93 m | Kings de Sacramento             |
| 13     | Rokas Jokubaitis     | PG    | 13 décembre 2000 | 2,07 m | FC Barcelone                    |
| 14     | Martynas Echodas     | PF/C  | 7 juillet 1997   | 2,06 m | Reyer Venise Mestre             |
| 17     | Jonas Valančiūnas    | C     | 6 mai 1992       | 2,13 m | Pelicans de La Nouvelle-Orléans |
| 19     | Mindaugas Kuzminskas | SF/PF | 19 octobre 1989  | 2,06 m | Zénith Saint-Pétersbourg        |
| 31     | Rokas Giedraitis     | SG    | 16 août 1992     | 2,00 m | Saski Baskonia                  |
| 40     | Marius Grigonis      | SG    | 26 avril 1994    | 1,98 m | CSKA Moscou                     |
| 43     | Lukas Lekavičius     | PG    | 30 mars 1994     | 1,81 m | Žalgiris Kaunas                 |
| 51     | Arnas Butkevičius    | SF/PF | 10 octobre 1992  | 2,13 m | Rytas Vilnius                   |
| 96     | Kristupas Žemaitis   | PG    | 24 février 1996  | 1,92 m | Panevėžio Lietkabelis           |

Sélectionneur :  Kazys Maksvytis

### Slovénie
L'équipe a été annoncée le 29 août :
| Numéro | Joueur          | Poste | Naissance        | Taille | Club 2021-2022         |
| ------ | --------------- | ----- | ---------------- | ------ | ---------------------- |
| 3      | Goran Dragić    | PG    | 6 mai 1986       | 1,91 m | Nets de Brooklyn       |
| 4      | Žiga Samar      | PG    | 26 janvier 2001  | 1,97 m | Baloncesto Fuenlabrada |
| 5      | Luka Rupnik     | PG    | 20 mai 1993      | 1,86 m | Yalovaspor BK          |
| 6      | Aleksej Nikolić | PG    | 21 février 1995  | 1,91 m | San Pablo Burgos       |
| 7      | Klemen Prepelič | SG    | 20 octobre 1992  | 1,91 m | Valence BC             |
| 8      | Edo Murić       | SF    | 27 novembre 1991 | 2,02 m | Cedevita Olimpija      |
| 10     | Mike Tobey      | C     | 18 octobre 1994  | 2,13 m | Valence BC             |
| 11     | Jaka Blažič     | SG/SF | 30 juin 1990     | 1,96 m | Cedevita Olimpija      |
| 27     | Žiga Dimec      | C     | 20 février 1993  | 2,11 m | Anwil Włocławek        |
| 30     | Zoran Dragić    | SG/SF | 22 juin 1989     | 1,96 m | Cedevita Olimpija      |
| 31     | Vlatko Čančar   | SF    | 10 avril 1997    | 2,03 m | Nuggets de Denver      |
| 77     | Luka Dončić     | PG/SG | 28 février 1999  | 2,01 m | Mavericks de Dallas    |

Sélectionneur :  Aleksander Sekulić

## Groupe C

### Croatie
L'équipe a été annoncée le 21 août :
| Numéro | Joueur           | Poste | Naissance        | Taille | Club 2021-2022          |
| ------ | ---------------- | ----- | ---------------- | ------ | ----------------------- |
| 1      | Toni Perković    | SG    | 10 avril 1998    | 1,91 m | KK Split                |
| 3      | Jaleen Smith     | PG/SG | 24 novembre 1994 | 1,93 m | Alba Berlin             |
| 4      | Roko Prkačin     | PF    | 26 novembre 2002 | 2,06 m | Cibona Zagreb           |
| 7      | Krunoslav Simon  | SG/SF | 24 juin 1987     | 1,97 m | Anadolu Efes            |
| 8      | Mario Hezonja    | SF    | 25 février 1995  | 2,03 m | UNICS Kazan             |
| 9      | Dario Šarić      | PF    | 8 avril 1994     | 2,08 m | Suns de Phoenix         |
| 10     | Lovro Gnjidić    | PG    | 18 avril 2001    | 1,98 m | Cibona Zagreb           |
| 17     | Karlo Matković   | PF/C  | 30 mars 2001     | 2,08 m | Mega Basket             |
| 27     | Ivan Ramljak     | SF    | 9 août 1990      | 2,03 m | Śląsk Wrocław           |
| 30     | Dominik Mavra    | PG    | 15 juin 1994     | 1,95 m | KK Zadar                |
| 40     | Ivica Zubac      | C     | 18 mars 1997     | 2,16 m | Clippers de Los Angeles |
| 44     | Bojan Bogdanović | SF    | 18 avril 1989    | 2,01 m | Jazz de l'Utah          |

Sélectionneur :  Damir Mulaomerović

### Estonie
L'équipe a été annoncée le 30 août :
| Numéro | Joueur            | Poste | Naissance        | Taille | Club 2021-2022                  |
| ------ | ----------------- | ----- | ---------------- | ------ | ------------------------------- |
| 0      | Henri Drell       | SG/SF | 25 avril 2000    | 2,06 m | Bulls de Windy City             |
| 2      | Sander Raieste    | SF    | 31 mars 1999     | 2,03 m | Saski Baskonia                  |
| 7      | Sten-Timmu Sokk   | PG    | 14 février 1989  | 1,84 m | Charilaos Trikoupis Messolonghi |
| 9      | Matthias Tass     | PF/C  | 23 mars 1999     | 2,08 m | Gaels de Saint Mary             |
| 11     | Siim-Sander Vene  | SF    | 12 novembre 1990 | 2,03 m | Pallacanestro Varèse            |
| 15     | Maik Kotsar       | C     | 22 décembre 1996 | 2,08 m | Hamburg Towers                  |
| 20     | Rauno Nurger      | PF/C  | 24 novembre 1993 | 2,08 m | BC Kalev                        |
| 21     | Janari Jõesaar    | SG/SF | 8 décembre 1993  | 1,98 m | Medi Bayreuth                   |
| 22     | Martin Dorbek     | PG    | 21 janvier 1991  | 1,94 m | BC Kalev                        |
| 33     | Kristjan Kitsing  | PG    | 11 décembre 1990 | 2,06 m | BC Kalev                        |
| 44     | Kerr Kriisa       | PG    | 2 janvier 2001   | 1,88 m | Wildcats de l'Arizona           |
| 77     | Kristian Kullamäe | PG/SG | 25 mai 1999      | 1,94 m | San Pablo Burgos                |

Sélectionneur :  Jukka Toijala

### Grande-Bretagne
L'équipe a été annoncée le 1er septembre :
| Numéro | Joueur                  | Poste | Naissance         | Taille | Club 2021-2022          |
| ------ | ----------------------- | ----- | ----------------- | ------ | ----------------------- |
| 00     | Ovie Soko               | PF    | 7 février 1991    | 2,01 m | Shiga Lakes             |
| 0      | Gabriel Olaseni         | C     | 29 décembre 1991  | 2,10 m | Darüşşafaka             |
| 3      | Ben Mockford            | SG    | 18 août 1989      | 1,88 m | Cheshire Phoenix        |
| 6      | Luke Nelson             | PG/SG | 29 juin 1995      | 1,91 m | Le Portel               |
| 10     | Daniel Clark            | PF    | 16 septembre 1988 | 2,10 m | Manchester Giants       |
| 13     | Kavell Bigby-Williams   | PF/C  | 7 octobre 1995    | 2,11 m | Mad Ants de Fort Wayne  |
| 22     | Myles Hesson            | PF    | 5 juin 1990       | 1,98 m | Saga Ballooners         |
| 23     | Dwayne Lautier-Ogunleye | PG    | 23 mars 1996      | 1,93 m | Heroes Den Bosch        |
| 24     | Carl Wheatle            | PF    | 24 mars 1988      | 1,97 m | Pistoia Basket 2000     |
| 32     | Patrick Whelan          | SG    | 25 août 1996      | 1,96 m | Leicester Riders        |
| 33     | Jamell Anderson         | PF    | 6 juillet 1990    | 2,01 m | Manchester Giants       |
| 77     | Devon Van Oostrum       | PG    | 24 janvier 1993   | 1,93 m | Club Melilla Baloncesto |

Sélectionneur :   Nate Reinking

### Grèce
L'équipe a été annoncée le 1er septembre :
| Numéro | Joueur                 | Poste | Naissance         | Taille | Club 2021-2022          |
| ------ | ---------------------- | ----- | ----------------- | ------ | ----------------------- |
| 2      | Tyler Dorsey           | SG    | 18 février 1996   | 1,95 m | Olympiakós              |
| 4      | Michális Loúntzis      | PG    | 4 août 1998       | 1,96 m | Olympiakós              |
| 5      | Giannoúlis Larentzákis | SG    | 22 septembre 1993 | 1,96 m | Olympiakós              |
| 7      | Dimítris Agravánis     | PF    | 20 décembre 1994  | 2,08 m | Promithéas Patras       |
| 8      | Nick Calathes          | PG    | 7 février 1989    | 1,98 m | FC Barcelone            |
| 10     | Konstantínos Sloúkas   | PG    | 15 janvier 1990   | 1,92 m | Olympiakós              |
| 14     | Yórgos Papayiánnis     | C     | 3 juillet 1997    | 2,17 m | Panathinaïkos           |
| 16     | Kóstas Papanikoláou    | SF    | 31 juillet 1990   | 2,03 m | Olympiakós              |
| 19     | Ioánnis Papapétrou     | SF    | 30 mars 1994      | 2,07 m | Panathinaïkos           |
| 34     | Giánnis Antetokoúnmpo  | SF/PF | 6 décembre 1994   | 2,11 m | Bucks de Milwaukee      |
| 37     | Kóstas Antetokoúnmpo   | PF    | 20 novembre 1997  | 2,09 m | ASVEL Lyon-Villeurbanne |
| 43     | Thanásis Antetokoúnmpo | SF/PF | 18 juillet 1992   | 2,01 m | Bucks de Milwaukee      |

Sélectionneur :  Dimítris Itoúdis

### Italie
L'équipe a été annoncée le 29 août :
| Numéro | Joueur            | Poste | Naissance         | Taille | Club 2021-2022      |
| ------ | ----------------- | ----- | ----------------- | ------ | ------------------- |
| 0      | Marco Spissu      | PG    | 5 février 1995    | 1,84 m | UNICS Kazan         |
| 1      | Nico Mannion      | PG    | 14 mars 2001      | 1,91 m | Virtus Bologne      |
| 6      | Paul Biligha      | C     | 31 mai 1990       | 2,00 m | Olimpia Milan       |
| 7      | Stefano Tonut     | PG/SG | 7 novembre 1993   | 1,94 m | Reyer Venise Mestre |
| 9      | Nicolò Melli      | PF    | 26 janvier 1991   | 2,05 m | Olimpia Milan       |
| 13     | Simone Fontecchio | SF    | 9 décembre 1995   | 2,03 m | Saski Baskonia      |
| 16     | Amedeo Tessitori  | C     | 7 octobre 1994    | 2,08 m | Virtus Bologne      |
| 17     | Giampaolo Ricci   | PF    | 27 septembre 1991 | 2,02 m | Olimpia Milan       |
| 25     | Tommaso Baldasso  | SG    | 29 janvier 1998   | 1,92 m | Olimpia Milan       |
| 33     | Achille Polonara  | SF/PF | 23 novembre 1991  | 2,03 m | Fenerbahçe SK       |
| 54     | Alessandro Pajola | PG    | 9 novembre 1999   | 1,94 m | Virtus Bologne      |
| 70     | Luigi Datome      | SF/PF | 27 novembre 1987  | 2,03 m | Olimpia Milan       |

Sélectionneur :  Gianmarco Pozzecco

### Ukraine
L'équipe a été annoncée le 31 août :
| Numéro | Joueur                 | Poste | Naissance         | Taille | Club 2021-2022              |
| ------ | ---------------------- | ----- | ----------------- | ------ | --------------------------- |
| 5      | Ivan Tkachenko         | SG    | 23 avril 1997     | 1,97 m | Helsinki Seagulls           |
| 7      | Denys Loukachov        | PG    | 30 avril 1989     | 1,87 m | BC Prometey                 |
| 10     | Sviatoslav Mykhaïliouk | SF    | 14 juin 1997      | 2,01 m | Raptors de Toronto          |
| 13     | Viatcheslav Bobrov     | PF/C  | 19 septembre 1992 | 2,02 m | Nanterre 92                 |
| 23     | Artem Pustovyi         | C     | 25 juin 1992      | 2,18 m | CB Gran Canaria             |
| 25     | Alex Len               | C     | 16 juin 1993      | 2,13 m | Kings de Sacramento         |
| 30     | Issuf Sanon            | PG    | 30 octobre 1999   | 1,94 m | KK Šiauliai                 |
| 32     | Bogdan Bliznyuk        | SG/SF | 31 mars 1995      | 1,98 m | Boudivelnyk Kiev            |
| 44     | Dmytro Skapintsev      | C     | 12 mai 1998       | 2,06 m | Pieno žvaigždės             |
| 45     | Vitaliy Zotov          | PG    | 3 mars 1997       | 1,88 m | VEF Riga                    |
| 52     | Volodymyr Gerun        | PF/C  | 25 mars 1994      | 2,08 m | Büyükçekmece Basketbol      |
| 55     | Illya Sydorov          | PG    | 4 décembre 1996   | 1,82 m | GBA Lions Jindrichuv Hradec |

Sélectionneur :  Ainars Bagatskis

## Groupe D

### République tchèque
L'équipe a été annoncée le 1er septembre :
| Numéro | Joueur           | Poste | Naissance         | Taille | Club 2021-2022                |
| ------ | ---------------- | ----- | ----------------- | ------ | ----------------------------- |
| 1      | Patrik Auda      | PF    | 29 août 1989      | 2,06 m | Yokohama B-Corsairs           |
| 7      | Vojtěch Hruban   | SF    | 29 août 1989      | 2,02 m | ČEZ Basketball Nymburk        |
| 8      | Tomáš Satoranský | PG    | 30 octobre 1991   | 2,01 m | Wizards de Washington         |
| 12     | Ondřej Balvín    | C     | 20 septembre 1992 | 2,17 m | Gunma Crane Thunders          |
| 15     | Martin Peterka   | PF    | 12 janvier 1995   | 2,03 m | Basketball Löwen Braunschweig |
| 17     | Jaromír Bohačík  | SG    | 26 mai 1992       | 1,97 m | SIG Strasbourg                |
| 19     | Ondřej Sehnal    | PG    | 10 octobre 1997   | 1,90 m | Basketball Löwen Braunschweig |
| 24     | Jan Veselý       | PF/C  | 24 avril 1990     | 2,13 m | Fenerbahçe SK                 |
| 25     | David Jelínek    | SG/SF | 7 septembre 1990  | 1,97 m | BC Andorra                    |
| 27     | Vít Krejčí       | PG/SF | 19 juin 2000      | 1,99 m | Thunder d'Oklahoma City       |
| 31     | Martin Kříž      | PF/C  | 17 juin 1993      | 2,00 m | ČEZ Basketball Nymburk        |
| 77     | Tomáš Kyzlink    | SG    | 18 juin 1993      | 1,95 m | Brose Bamberg                 |

Sélectionneur :   Ronen Ginzburg

### Finlande
L'équipe a été annoncée le 29 août :
| Numéro | Joueur           | Poste | Naissance       | Taille | Club 2021-2022            |
| ------ | ---------------- | ----- | --------------- | ------ | ------------------------- |
| 1      | Miro Little      | PG    | 30 mai 2004     | 1,93 m | Sunrise Christian Academy |
| 7      | Shawn Huff       | SF    | 5 mai 1984      | 1,98 m | Helsinki Seagulls         |
| 9      | Sasu Salin       | PG/SG | 11 juin 1991    | 1,91 m | Club Baloncesto Canarias  |
| 11     | Petteri Koponen  | PG/SG | 13 avril 1988   | 1,94 m | Helsinki Seagulls         |
| 14     | Henri Kantonen   | SG    | 20 août 1997    | 1,98 m | Kauhajoki Karhu Basket    |
| 18     | Mikael Jantunen  | PF    | 20 avril 2000   | 2,04 m | Filou Oostende            |
| 19     | Elias Valtonen   | SG/SF | 11 juin 1999    | 2,04 m | Bàsquet Manresa           |
| 20     | Alexander Madsen | C     | 26 janvier 1995 | 2,07 m | VEF Riga                  |
| 21     | Edon Maxhuni     | PG    | 21 mars 1998    | 1,88 m | Heroes Den Bosch          |
| 23     | Lauri Markkanen  | PF    | 22 mai 1997     | 2,13 m | Cavaliers de Cleveland    |
| 35     | Ilari Seppälä    | PG    | 27 mars 1993    | 1,88 m | BCM U Pitești             |
| 41     | Topias Palmi     | SG    | 26 août 1994    | 1,94 m | Limbourg United           |

Sélectionneur :  Lassi Tuovi

### Israël
L'équipe a été annoncée le 29 août :
| Numéro | Joueur         | Poste | Naissance        | Taille | Club 2021-2022        |
| ------ | -------------- | ----- | ---------------- | ------ | --------------------- |
| 4      | Roman Sorkin   | PF/C  | 11 août 1996     | 2,08 m | Maccabi Tel-Aviv      |
| 7      | Gal Mekel      | PG    | 4 mars 1988      | 1,90 m | BC Andorra            |
| 8      | Deni Avdija    | SF    | 3 janvier 2001   | 2,06 m | Wizards de Washington |
| 10     | Guy Pnini      | SF    | 4 septembre 1983 | 2,01 m | Hapoël Holon          |
| 11     | Yam Madar      | PG    | 21 décembre 2000 | 1,93 m | Partizan Belgrade     |
| 12     | Rafi Menco     | SF    | 5 mars 1994      | 1,98 m | Hapoël Holon          |
| 15     | Jake Cohen     | PF/C  | 25 décembre 1990 | 2,10 m | Maccabi Tel-Aviv      |
| 20     | Idan Zalmanson | PF/C  | 18 avril 1995    | 2,06 m | Hapoël Tel-Aviv       |
| 30     | Nimrod Levi    | SF/PF | 24 mars 1995     | 2,06 m | Hapoël Galil Elyon    |
| 41     | Tomer Ginat    | PF    | 7 novembre 1994  | 2,03 m | Metropolitans 92      |
| 45     | Tamir Blatt    | PG    | 4 mai 1997       | 1,90 m | Alba Berlin           |
| 50     | Yovel Zoosman  | SG/SF | 12 mai 1998      | 2,00 m | Alba Berlin           |

Sélectionneur :  Guy Goodes

### Pays-Bas
L'équipe a été annoncée le 31 août :
| Numéro | Joueur                       | Poste | Naissance        | Taille | Club 2021-2022           |
| ------ | ---------------------------- | ----- | ---------------- | ------ | ------------------------ |
| 0      | Yannick Franke               | SG    | 21 mai 1996      | 1,95 m | BC Andorra               |
| 1      | Keye van der Vuurst de Vries | PG    | 29 décembre 2001 | 1,91 m | Filou Oostende           |
| 5      | Leon Williams                | PG/SG | 25 juillet 1991  | 1,88 m | Donar Groningen          |
| 6      | Worthy de Jong               | SG/SF | 14 mars 1988     | 1,94 m | Zorg en Zekerheid Leiden |
| 9      | Mohamed Kherrazi             | PF    | 29 juin 1990     | 2,00 m | Heroes Den Bosch         |
| 11     | Shane Hammink                | SG/SF | 22 juillet 1994  | 2,01 m | Heroes Den Bosch         |
| 13     | Roeland Schaftenaar          | PF/C  | 29 juillet 1988  | 2,11 m | Club Basquet Coruña      |
| 14     | Jesse Edwards                | C     | 18 mars 2000     | 2,11 m | Orange de Syracuse       |
| 30     | Olaf Schaftenaar             | PF    | 15 mars 1993     | 2,06 m | CSU Sibiu                |
| 32     | Matt Haarms                  | C     | 22 avril 1997    | 2,21 m | Francfort Skyliners      |
| 33     | Jito Kok                     | PF/C  | 23 mars 1994     | 2,06 m | Spirou Charleroi         |
| 90     | Charlon Kloof                | PG    | 20 mars 1990     | 1,91 m | FC Porto                 |

Sélectionneur :  Maurizio Buscaglia

### Pologne
L'équipe a été annoncée le 31 août :
| Numéro | Joueur                 | Poste | Naissance        | Taille | Club 2021-2022           |
| ------ | ---------------------- | ----- | ---------------- | ------ | ------------------------ |
| 1      | Jarosław Zyskowski     | PF    | 16 juillet 1992  | 2,03 m | Stelmet Zielona Góra     |
| 2      | Aleksander Balcerowski | C     | 19 novembre 2000 | 2,15 m | CB Gran Canaria          |
| 3      | Michał Sokołowski      | SF    | 11 décembre 1992 | 1,96 m | Universo Treviso Basket  |
| 5      | Aaron Cel              | PF    | 4 mars 1987      | 2,05 m | Twarde Pierniki Toruń    |
| 6      | A. J. Slaughter        | PG    | 3 août 1987      | 1,91 m | CB Gran Canaria          |
| 9      | Mateusz Ponitka        | SF    | 29 août 1993     | 1,98 m | Zénith Saint-Pétersbourg |
| 10     | Łukasz Kolenda         | PG    | 28 juillet 1999  | 1,95 m | Śląsk Wrocław            |
| 11     | Aleksander Dziewa      | PF    | 6 novembre 1997  | 2,07 m | Śląsk Wrocław            |
| 13     | Dominik Olejniczak     | C     | 1er juillet 1996 | 2,08 m | BCM Gravelines-Dunkerque |
| 23     | Michał Michalak        | SG    | 2 novembre 1993  | 1,97 m | Metropolitans 92         |
| 30     | Jakub Garbacz          | SG    | 17 mars 1994     | 1,97 m | Stal Ostrów Wielkopolski |
| 55     | Jakub Schenk           | PG    | 29 juillet 1994  | 1,83 m | Tours Métropole Basket   |

Sélectionneur :  Igor Miličić

### Serbie
L'équipe a été annoncée le 31 août :
| Numéro | Joueur                | Poste | Naissance          | Taille | Club 2021-2022           |
| ------ | --------------------- | ----- | ------------------ | ------ | ------------------------ |
| 7      | Dejan Davidovac       | SF    | 17 janvier 1995    | 2,03 m | Étoile rouge de Belgrade |
| 9      | Vanja Marinković      | SG    | 9 janvier 1997     | 1,98 m | Saski Baskonia           |
| 10     | Nikola Kalinić        | SF/PF | 8 novembre 1991    | 2,02 m | Étoile rouge de Belgrade |
| 11     | Vladimir Lučić        | SF/PF | 17 juin 1989       | 2,04 m | Bayern Munich            |
| 14     | Dušan Ristić          | C     | 27 novembre 1995   | 2,13 m | Baloncesto Fuenlabrada   |
| 15     | Nikola Jokić          | C     | 19 février 1995    | 2,11 m | Nuggets de Denver        |
| 16     | Nemanja Nedović       | SG    | 16 juin 1991       | 1,91 m | Panathinaïkos            |
| 21     | Marko Jagodić-Kuridža | PF    | 15 mai 1987        | 2,05 m | Budućnost Podgorica      |
| 22     | Vasilije Micić        | PG/SG | 13 janvier 1994    | 1,96 m | Anadolu Efes             |
| 23     | Marko Gudurić         | SG/SF | 8 mars 1995        | 1,98 m | Fenerbahçe SK            |
| 25     | Ognjen Jaramaz        | PG/SG | 1er septembre 1995 | 1,93 m | Bayern Munich            |
| 33     | Nikola Milutinov      | C     | 30 décembre 1994   | 2,13 m | CSKA Moscou              |

Sélectionneur :  Svetislav Pešić